# 上泉雄一のええなぁ!
『上泉雄一のええなぁ!』（うわいずみゆういちのええなぁ!）は、MBSラジオで2009年4月6日から放送中の生ワイド番組。毎日放送アナウンサー・上泉雄一の冠番組でもある。2010年には、日本全国のテレビ・ラジオ番組を対象にしたギャラクシー賞（第47回・ラジオ部門）の優秀賞を受けた。
番組開始から2015年3月27日まで（以下「第1期」と略記）の放送時間は、毎週月曜から金曜日の10:30 - 12:30。同年3月30日から2019年9月27日まで（以下「第2期」と略記）は、全曜日の放送開始時間を15:30に移動したうえで、放送曜日・期間に応じて放送時間を変更している（詳細後述）。2019年9月30日から（以下「第3期」と略記）は、放送曜日を月 - 木曜日に集約。2021年10月4日からは、『子守康範 朝からてんコモリ!』の放送枠を引き継ぐ格好で、毎週月 - 金曜日の6:00 - 8:00に編成している（以下「第4期」）。
なお、本ページでは、当番組から派生したレギュラーの関連番組についても述べる。

## 概要

### 第1期（2009 - 2014年度）
MBSラジオのナイターオフ限定・平日夜間の生ワイド番組（2006・2007年度は『上泉雄一の発信!UWAらじお』、2008年度は『上泉雄一のFANFANレディオ』）に続いて、上泉をメインパーソナリティに起用。前番組の『さてはトコトン菊水丸』（2009年3月27日放送終了）から、放送枠や一部のコーナー・企画を引き継いだ。
初代のプロデューサーには、『上泉雄一のFANFANレディオ』に続いて、上泉と同期入社の新堂裕彦（当時は毎日放送ラジオ局に所属）が就任。2009年3月30日（月曜日）から同年4月3日（金曜日）までは、プレスタート番組として『上泉雄一の来週からいよいよええなぁ!』を放送していた。
本放送の開始を機に、留守番電話専用の回線を開設。メールやFAXに加えて、毎日24時間対応で、リスナーからのメッセージを受け付けた。また、緊急時・特別編成時を除いて、エンディングでは『こんちわコンちゃんお昼ですょ!』（後枠の生ワイド番組）との間で出演者同士のクロストークを展開していた。
放送1年目の2009年には、第47回ギャラクシー賞上期・ラジオ生ワイド部門で入賞。奥野史子が日替わりパートナーとして出演した6月2日（火曜日）放送分の内容が高く評価された。
さらに、上期・下期を通じた2009年度の年間表彰（第47回ギャラクシー賞）でも、同じ内容でラジオ部門の優秀賞を受賞した。
2010年1月1日には、当番組の特別版として、『上泉雄一のええなぁ!お正月スペシャル　元旦からええ話を聞きタイガー!!』を放送。前年度（2009年1月2日放送の『上泉雄一のMOWMOWレディオ お正月からもぅ〜ちょっと聞いてよ!うわちゃんスペシャル』）に続いて、上泉が11時間半に及ぶ正月特別番組のパーソナリティを務めた。2013年2月20日には、レギュラーでの通算放送回数が1000回に達している。
2014年には、4月4日の11時7分9秒から毎日放送本社新館の運用を本格的に開始したことから、当番組の放送枠で特別番組『MBSグランドオープンスペシャル　上泉雄一のええなぁ!公開生放送』を編成。9月1日には、MBSラジオの番組で最も早く、11時台から「radiko」プレミアムを通じて日本全国への同時配信を開始した。

### 第2期（2015年度 - 2019年度上半期）
「聞くだけで今日がビビビとわかる情報バラエティ」と銘打って、2015年3月30日から、全曜日の放送開始時間を15:30に変更。月曜日には18:00（2015年10月26日以降は17:54）、火曜日から金曜日までは基本として17:43まで本編を放送するようになった。この時の番組改編では、前年度に毎週金曜日の16:00 - 17:46で通年放送を実施していた『松井愛のすこ〜し愛して♥』（第1期の水曜レギュラーで毎日放送アナウンサーの松井愛がパーソナリティを務める生ワイド番組）を、平日の帯番組にリニューアル。当番組と放送枠を交換する格好で、放送時間を毎週月 -  金曜日の10:30 - 12:30に変更。当番組は『こんちわコンちゃん』の後枠に組み込まれたため、第1期と同様に、緊急時・特別編成時を除いて『こんちわコンちゃん』のエンディングで同番組の出演者と上泉によるクロストークが展開されていた。
当番組では、同年3月9日からFacebook上に公式アカウントを開設するとともに、第1期で使用してきた番組のロゴをマイナーチェンジ（書体はそのままで背景や配色を変更）。また、放送当日（金曜日は放送週全般）のニュースを振り返る情報コーナー「知ってええなぁ! ちなみNEWS」を15時台、日替わりの特集コーナーを16時台と17時台に組み込んだ。その一方で、第1期に使用していた留守番電話を廃止したほか、特集の内容を第1期から一新している（詳細後述）。
また、金村義明と坪田信貴（坪田塾塾長・「ビリギャル」の著者）を新たな曜日パートナーに起用。第1期の曜日パートナーについても、出演曜日を変更したり、第1期に続いて週替わりパートナー制を採用する金曜日へ交互に出演させたりしている。
なお、2015年11月3日に長居公園で開かれた「MBSラジオ秋まつり2015」では、番組グッズの製作費増額を賭けた（『子守康範　朝からてんコモリ!』『ありがとう浜村淳です』を含む）平日生ワイド5番組の対抗企画に優勝。この結果を基に、「数量限定の番組グッズ」として、新たにネックウォーマーを製作している。
2017年1月16日（月曜日）に、第1期本放送開始からの通算放送回数が2,000回に到達。同月10日（火曜日）の本番前に大阪市内で開かれた今宮戎神社（同市浪速区）の宝恵駕籠（ほえかご）行列では、MBSラジオの番組出演者を代表して、「MBSラジオ　ええなぁ!祝2000回」と記された提灯付きの宝恵駕籠に上泉が搭乗した。
放送開始10年目を迎える2018年には、上泉と坪田による対談企画やリスナーからのメッセージなどを盛り込んだ初めての番組本「上泉雄一のええなあBOOK〜人生100年時代の受験と勉強〜」を、6月18日に西日本出版社から刊行。7月14日（土曜日）には、同書の刊行を兼ねた本編初の公開収録と、上泉・坪田によるサイン会を毎日放送の本社で実施した（同年8月13日の『MBSマンデースペシャル』で公開収録のダイジェストを『ええなぁBOOK発売記念〜ビリギャル坪田と東大佐藤ママ平成最後の夏期講座〜』として放送）。ただし、坪田は自身の意向で、同年9月25日（火曜日）放送分を最後に当番組へのレギュラー出演を終えた（後任は当時学研グループの地理科で講師を務めていた村瀬哲史）。
また、2018年6月中旬からは、毎日放送とNTTレゾナントによる共同プロジェクト（ナビダイヤルを利用したラジオ広告実証実験）に参加。「みんなのCMゴーゴゴー」と称して、リスナーから専用の電話番号を通じて20秒の広告（音声メッセージ）を7月23日（月曜日）まで受け付けたうえで、局内での審査に通過したメッセージを7月9日（月曜日）から8月3日（金曜日）まで毎日17時の時報明けに1件ずつ放送していた。
その一方で、「上泉雄一のええなあBOOK」の発売初日（2018年6月18日）には、7:58に大阪府北部地震が発生。毎日放送の本社がある大阪市北区で最大震度6弱（発生時点の地震観測体制下での府内最大震度）を観測するほどの地震であったことを受けて、MBSラジオでは地震発生の直後から、『ありがとう浜村淳です』から当番組までの生ワイド番組を報道特別番組に切り替える措置を講じた。当番組では、藤林温子（2017年10月から月曜日のコーナーにレギュラーで出演する毎日放送アナウンサー）と松井愛による進行 の下で、地震関連情報の伝達に特化する内容で放送した。
2019年4月改編からは、第1期で全曜日に実施していた留守番電話との連動企画を、「ニッポン全国留守電大賞」というタイトルで月曜日に復活させている。また、平成時代最後の日（同月30日＝火曜日）には、『上泉雄一のええなぁ! 10thアニバーサリー! 感謝を歌おう公開なま〜!』（放送開始10周年を記念した「ちゃぷらステージ」からの公開生放送） を15:00 - 16:50に編成。観覧を希望するリスナーから、抽選で150名を同ステージへ招待した。さらに、リスナーから「ラジオあるある」（ラジオ番組でありがちなこと）に関するメッセージを募ったうえで、金曜日の週替わりパートナーの1人である嘉門タツオが「10周年記念ソング」を制作。当日の放送中に、嘉門によるギターの弾き語りで『明るい未来〜ええなぁ!10周年バージョン〜』 として発表された。その一方で、第1期の開始当初から続いていた金曜日のレギュラー放送を、2019年9月27日で終了。

### 第3期（2019年度下半期 - 2021年度上半期）
2019年の10月改編（9月30日）からは、当番組の放送曜日を月 - 木曜日に集約する一方で、金曜日の放送枠を『福島のぶひろの、金曜でいいんじゃない?』（第2期に一時出演していた上泉の後輩アナウンサー・福島暢啓がパーソナリティを務める生ワイド番組）が継承。ただし、『こんちわコンちゃん』のエンディングでは、前述のクロストークが続けられていた（『金曜でいいんじゃない?』でも実施）。
2020年の4月改編では、第2期から火 - 木曜日に出演しているパートナーやコーナー担当の「シャッフル」（出演曜日の交換）を敢行。
その一方で、2020年の初頭から日本国内で新型コロナウイルスへの感染が拡大していることを踏まえて、毎日放送では4月8日の当番組から、生ワイド番組に使用する本社ラジオスタジオ内のテーブル中央部にアクリルボードを設置。同月15日（いずれも水曜日）には、スカイプと最新鋭の音声・動画配信技術を活用した試みの一環として、上泉が当番組史上初めて自宅内からの全編生中継方式で出演した。
2021年3月31日（水曜日）までラジオ・テレビ兼営局だった毎日放送では、翌4月1日（木曜日）からラジオ放送事業とラジオ放送免許を「株式会社MBSラジオ」へ移管。毎日放送は同日からテレビ単営局へ移行したが、上泉は移管前と同じく、毎日放送のアナウンスセンターに籍を置きながら「MBSアナウンサー」として当番組のパーソナリティを務めている。なお、株式会社MBSラジオへのラジオ放送事業移管後は、同社のコンテンツデザイン局プロデュースセンターが当番組を制作。同年4月26日（月曜日）放送分で、通算の放送回数が3000回に到達した。

### 第4期（2021年度下半期以降）
MBSラジオでは、2021年の10月改編で自社制作番組の大幅な見直しに着手。2008年3月31日から毎週月 - 金曜日の早朝（基本として6:00 - 8:00）に放送されてきた『子守康範 朝からてんコモリ!』や、2019年7月1日から同番組の前枠（編成上は5:00 - 6:00で実際には5:53まで放送）に編成してきた『レイディオ・ゴー!』を、2021年10月1日（金曜日）放送分で終了させることを決めた。
この決定に伴って、当番組は『朝からてんコモリ!』から全曜日（月 - 金曜日）の放送枠を継承。2021年10月4日（月曜日）から放送時間を毎週月 - 金曜日の6:00 - 8:00に変更したうえで、「聴くだけで1日のニュースがわかる情報番組」「1日分のニュースを速攻チャージ」と銘打って再々スタートを切った。当番組を放送する時間帯の変更は通算で2度目だが、『ありがとう浜村淳です』の直後に編成されていた第1期とは逆に、同番組の前枠へ編成。その一方で、『レイディオ・ゴー!』を放送していた5時台には事前収録番組（編成上は『レイディオ・ゴー!』の内包番組として扱われていた『ENEOSプレゼンツ　あさナビ』やラジオショッピング番組など）が並べられたため、編成上の起点を朝5時に定めているMBSラジオが平日にレギュラーで編成する自社制作の生ワイド番組としては最も早い時間から放送されている。
再々スタートに際しては、第1期から延べ12年半にわたって出演してきた奥野（第1期と第3期は火曜パートナー、第2期のみ水曜パートナー）・ビタミンSお兄ちゃん（第1期は月曜日の中継リポーター→第2期は水曜日・第3期は火曜日のコーナーレギュラー）、第2期から奥野と並んで曜日別のパートナーを務めてきた金村義明（野球解説者）・ヤナギブソン・村瀬、第3期から木曜日のパートナーに加わっていた杉本青空（からし蓮根）が一斉に卒業。第2期からヤナギブソンと共に木曜日→水曜日でパートナーを務めてきた石田英司が水・金曜日のコメンテーターとして続投するとともに、第2期・第3期で「知ってええなぁ!ちなみNEWS」（16:00前後のコーナー）を担当していた上泉の後輩アナウンサーから、松川浩子・西村麻子・上田悦子が曜日別のパートナー扱いで異動した。その一方で、月曜日には高橋洋一、火曜日には上念司、木曜日には須田慎一郎がコメンテーターとして新たに出演。上泉の同期アナウンサーで、第1期にコーナーレギュラーや奥野の代理パートナーを務めていた武川智美が、火曜日のパートナーとして復帰した。その一方で、2021年に毎日放送へ入社したばかりの前田春香アナウンサーが、金曜日のパートナーとしてMBSラジオ制作の番組に初めてレギュラーで出演している。
上泉が平日早朝の生放送番組をレギュラーで担当するのは、2004年4月からメインキャスターを務めていた『あん!』（MBSテレビが関西ローカル向けに放送していた情報番組）が終了（2005年3月）して以来16年半振りで、MBSラジオでは『おはようSUNSUN原田伸郎』（第4期および『てんコモリ!』の前身番組として2003年9月から2005年4月まで放送）の途中まで月・火曜日で原田伸郎のパートナーを務めて以来である。
第3期の最終回（2021年9月30日＝木曜日）のエンディングでは、このような経験やブランクを踏まえて、「朝に行くと、番組がゴロッと変わっちゃう。前（ランチタイムから夕方への放送枠移動）は同じ町内で引っ越す感じだったが、今度（夕方から早朝への放送枠移動及びそれに伴うリニューアル）は他府県に行くような感じなので、『（夕方から早朝へ）引っ越す』という実感がまだ湧かない」との表現で心境を明かした。さらに、当日の深夜（10月1日未明）に『あどりぶラヂオ』（当番組と並行しながら2018年4月から月に1回のペースで出演したワンマンDJスタイルの番組）最終回のパーソナリティを務めることによって、（定時ニュースを除く）深夜帯の生放送番組の担当からも外れた。
なお、MBSラジオでは当番組の放送枠移動と同時に、月 - 木曜日夕方の番組編成も大幅に変更。『ありがとう浜村淳です』平日版の放送時間を30分短縮する一方で、『福島のぶひろの、金曜でいいんじゃない?』を含めた夕方帯の生ワイド番組の放送開始時間を15:00に繰り上げたうえで、曜日別にパーソナリティを配した4本の番組（当該項で詳述）を新たに編成した。さらに、上記の番組と『金曜でいいんじゃない?』を包括する番組レーベルとして、『夕方もポチっとMラジ』を新設している。
また、上泉は2023年度（2023年4月からの1年間）のみ、当番組のパーソナリティと並行しながら毎週土曜日の早朝（7:00 - 7:30）に毎日放送（テレビ）で『グッジョブ!』（関西ローカル向けの情報番組）の司会を担当。『グッジョブ!』も生放送番組であるため、日曜以外の曜日の早朝に、毎日放送グループが制作する生放送番組へレギュラーで出演していた。
第4期に移行してからは、『子守康範 朝からてんコモリ!』に続いて、「歌のない歌謡曲」（パナソニックの単独提供による企画ネット番組）を生放送の1コーナー扱いで7:30 - 7:45に内包していた。「歌のない歌謡曲」は、パナソニックがMBSの放送対象地域（大阪府門真市）内に本社を置いている関係で、MBSラジオが新日本放送（パナソニックの社名が松下電器産業）時代の1952年9月から全国に先駆けて放送。日本の民放ラジオ局で放送期間の最も長いレギュラー番組でもあったため、当番組とは別の専用メールアドレスを通じて、リスナーからのメッセージを受け付けていた。しかし、パナソニックがスポンサーから降板することに伴ってJRN主体の企画ネットを解消することが決まったため、MBSラジオでは2023年9
月29日（金曜日）放送分で71年にわたる歴史に幕を下ろした。最終日には、『歌のない歌謡曲』が年に1回開催していたCMコンクールの2022年分で「ええなぁ!歌なしバンド」（第4期のレギュラー陣から上泉・石田・前田などで結成したバンド）が「演奏がレベチ（演奏のレベルが違う）で賞」を受賞した楽曲の音源を、メドレーで4曲放送。最後に流れた楽曲は『六甲おろし』（同月14日に18年振りのセントラル・リーグ優勝を決めた阪神タイガースの球団歌）で、コーナー終了後の7:53頃には、パナソニックが全ての企画ネット局（終了の時点では37局）とリスナーに向けて71年分の感謝の意を表す趣旨で制作した「1日限定」のCMが1分20秒にわたって放送された。なお、『歌のない歌謡曲』自体は、翌10月以降も一部のラジオ局で自主編成番組として放送を継続。その一方で、前田は半年後（2024年3月29日）に当番組を卒業している。
2023年10月2日（月曜日）からは、MBSラジオが『ENEOSプレゼンツ　あさナビ』のネットを前週（9月29日）で終了したことを受けて、『あさナビ』のネット受け枠を当番組に編入。放送開始時刻を5:50へ繰り上げるとともに、放送時間を5:50 - 8:00に変更している。同局で自社制作の生放送番組が平日の午前5時台にレギュラーで編成されることは、『レイディオ・ゴー!』の終了以来2年振りである。

#### コメンテーターによる生放送中の「不適切発言」とMBSラジオの対応
2023年2月21日（火曜日）に生放送の「深掘りツッコミ解説」（6時台のニュース解説パート）で朝鮮民主主義人民共和国（北朝鮮）によるミサイル発射実験を取り上げたところ、電話で出演していた上念が（日本国内の各種学校の一つである）朝鮮学校について「日本へのスパイを養成するようなところ（役割）もあった」「日本人の拉致にOBが関わっている」などと発言した。
「深掘りツッコミ解説」は全曜日の共通コーナーであるが、このような発言に対して、在日本朝鮮人大阪人権協会などがMBSラジオに抗議した。抗議を受けた同局では、上念の発言を「朝鮮学校に通学中の児童・生徒への配慮が足りず、『北朝鮮をめぐる過去の事象が現在の朝鮮学校にも関連している』かのような誤解をリスナーに招きかねない表現」と判断。当番組では、3月10日（金曜日）放送分で上泉がリスナーに向けて謝罪するとともに、朝鮮学校の児童・生徒やリスナーに対する謝罪文を公式サイトに掲載した。MBSラジオのYouTube公式チャンネルでは「深掘りツッコミ解説」の同録音源を放送後から配信しているが、2月21日放送分の音源配信に際しては、当該発言を編集で割愛（後に配信自体を停止）。3月23日（木曜日）には、「上念と協議した結果、『情報の発信をめぐる考え方に開きがあるので、出演の継続は難しい』との結論に達した」として、上念の降板が決まったことを報告する趣旨のツイートをtwitter上の番組公式アカウントから発信した。このツイートには、「上念による発言の意図は『朝鮮学校の子どもたち（児童や生徒）に何が必要か』との観点から論評することにあって、朝鮮学校や民族教育の存在を否定するものではない（ことが本人との協議で確認された）ため、発言はヘイトスピーチに当たらない」という番組側の見解も明記されている（参照）。
当番組では上念の降板を機に、火曜日のコメンテーターを「複数の専門家・有識者から1名を、当日の放送で取り上げるテーマに応じて週替わりで出演させる」という体制に移行した。その一方で、MBSラジオの放送番組審議会では、第21回（2023年4月13日開催分）と第22回（同年5月11日開催分）に出席していた審議委員から「マスメディアである放送局だからこそ、『（在日韓国・朝鮮人などの）マイノリティの立場でいったん考える』という姿勢が重要ではないか」「（MBSラジオを初めとする）在阪局にとって、在日韓国・朝鮮人に関する事柄が他の地域以上に身近な問題である以上、いっそう繊細な対応が必要だったのではないか」「放送とインターネットの大きな違いは、常に複数のスタッフが（発言などを）検証できるところにある。放送局にとって、そのような体制を維持することは『一つの生命線』ではないか」といった意見が寄せられた。
これに対して、MBSラジオでは、2023年3月10日の謝罪放送（前述）についての経過を第23回（同年6月8日開催分）の放送番組審議会で報告。上念の発言について、「（2009年に発生した）京都朝鮮学校公園占用抗議事件における在日特権を許さない市民の会（在特会）の発言とは全く異なる性質の発言」との見解を示す一方で、「朝鮮学校は日本へのスパイを養成するようなところ」という表現が当時の在特会の主張の一部に類似していることを指摘した。さらに、「朝鮮学校や民族教育を取り巻く現状についての知見が浅かったために、上記の表現が朝鮮学校の児童・生徒や保護者にヘイトクライムを想起させることを、保護者から指摘されるまで十分に計り知ることができなかった」という反省の下に、「放送人としての感度をより高めていくための取り組み」を始めていることを審議委員に伝えた。
現に、MBSラジオでは再発の防止に向けた全社規模の研修会を続けながら、審議委員などからの意見を踏まえて2023年5月23日に「コンプライアンス憲章」を制定。また、当番組のプロデューサーや担当役員が朝鮮学校の授業を見学するとともに、保護者との面談に臨んだ。同年7月には、「放送上『適切』とされる表現を番組で使用しているか」などの点を定期的に検証する目的で、「番組向上委員会」という機関を社内に新設している。
MBSラジオ初代代表取締役社長の浜田尊弘は、同年7月26日開催の夏季定例社長会見で、上念の発言をめぐる一連の対応や上記の取り組みに言及。「放送内容についての責任はMBSラジオにある」としながらも、「上念さんに上念さん（なり）の正しさがある以上、（同局としては上念を）かばい切れないので（当番組からの降板を決めた）」と説明した。また、朝鮮学校在校生の保護者との面談で「（前述した）言葉を聞くだけで手が震える」といった話が出ていたことを明かしながら、「保護者の皆さんには、辛い思いをさせてしまった。ラジオはリスナーに寄り添うメディアなのに、（実際に放送で）寄り添えていなかったことを心から反省している。今後このようなこと（発言）が二度と起こらないように、放送人として感度を高めなければならない」と語っている。

### 関連番組

#### 『まだまだええなぁ! もうすぐベースボールパーク』（2015 - 2020年度のナイターイン編成）
2015年度から2018年度までのプロ野球シーズン（4月から9月）の火曜日から金曜日には、17:43で本編を終了した後に、『地震防災メモ』（または『気象一口メモ』）をはさんで『まだまだええなぁ! もうすぐベースボールパーク』（後枠番組『MBSベースボールパーク』の前座コーナー）を17:45から17:54まで放送。『MBSベースボールパーク』で阪神タイガースやオリックス・バファローズのナイトゲームを中継する場合には、中継先の球場から毎日放送のアナウンサー（実況またはベンチリポート担当）や解説者が出演していた。
ただし、2019年10月から『福島のぶひろの、金曜でいいんじゃない?』が編成されたことに伴って、2020・2021年度のプロ野球シーズンには『まだまだええなぁ! 』の放送曜日を火 - 木曜日に変更。金曜日には、『もうすぐベースボールパーク』というタイトルで豊永真琴（当日の『MBSベースボールパーク』ナイトゲーム中継スタジオアシスタント）が単独で進行している。
ちなみに、2020年・2021年度には、新型コロナウイルス感染拡大の影響でプロ野球のレギュラーシーズンが11月上旬にまで設定。2020年度には、10月から『まだまだええなぁ!』（後述するナイターオフ期間限定番組）を放送していたが、ナイトゲームの中継日には同番組の中で直前情報を伝えていた。
『MBSベースボールパーク』として甲子園球場から阪神対広島東洋カープのナイトゲームを中継した2021年9月30日（木曜日）で放送を終了。『ええなぁ!』本編の放送枠が早朝に移動する10月第2週から日本シリーズの終了（11月末）までは、18:00プレーボールのナイトゲームを中継する火 - 木曜日に、「夕方もポチっとMラジ」枠（ナイターオフ期間扱いで18:00まで生放送）の番組内で前座コーナーを設けた（2022年度以降はMBSラジオ自社制作中継時の火曜日のみ）。

#### 『いっしょええなぁ みんなでホームイン!』（2015年度・2016年度のナイターオフ編成）
2015年度・2016年度プロ野球オフシーズンの火曜日から金曜日には、期間限定の生ワイド番組『with Tigers MBSベースボールパーク みんなでホームイン!』を18:00 - 19:30に編成した関係で、『地震防災メモ』（または『気象一口メモ』）をはさんで前座コーナーの『いっしょええなぁ みんなでホームイン!』を17:45から18:00まで放送。上泉も、17:53まで出演していた。

#### 『上泉雄一 今日のウワ言』（2017 - 2020年度のナイターオフ編成）
2017年度から2020年度までのプロ野球オフシーズン（2019年度までは10月 - 翌年3月、2020年度のみ12月 - 2021年3月）には、『with Tigers MBSベースボールパーク みんなでホームイン!』を火 - 金曜日に編成せず、『上泉雄一 今日のウワ言』（うわいずみゆういち きょうのうわごと）を17:45 - 18:00に放送している。
この番組では、基本として上泉のみで生放送を進行。当日の『ええなぁ!』本編での話題を振り返ったり、最新のスポーツニュースや当日の夕刊の記事を織り交ぜながら私見を述べたりするなど、およそ10分にわたってフリートークを展開していた。
『ええなぁ!』第1期の「今日のええワード」ナレーターおよび月曜日でコーナーレギュラーを務めた古川圭子が、事前収録でナレーターを担当。フリートークの途中（17:53から2分間）には、上泉自身がインフォマーシャルを伝えるか、上泉が選んだ楽曲を1曲流していた。また、放送日によっては、ゲストを招くこともあった。
本編で公開生放送を実施した場合にも、会場から本編に続いて放送（詳細後述）。その一方で、レギュラーシーズン終盤やポストシーズンのナイトゲームを『MBSベースボールパーク』として後枠で中継する場合には、放送時間を17:53にまで短縮。上泉単独の進行で、『もうすぐベースボールパーク』と同様に、中継の直前情報を伝える。毎年2月の阪神春季キャンプ期間中には、沖縄キャンプの開催地・沖縄県宜野座村から、毎日放送のスポーツアナウンサーやMBSラジオの野球解説者（金村など）が当番組向けにリポートを送ることもある。さらに、毎年10月最終木曜日の放送では、当日開催されるNPBドラフト会議の速報に充てている。
- 2017年のNPBドラフト会議がグランドプリンスホテル新高輪（東京都港区高輪）で開かれた2017年10月26日（木曜日）には、毎日放送から市川いずみ（『まだまだええなぁ! もうすぐベースボールパーク』金曜日アシスタント）をリポーターとして派遣したことから、当番組のレギュラー枠で市川による電話リポートを放送。1巡目で7球団の指名が競合した末に、北海道日本ハムファイターズが抽選で入団交渉権を獲得した清宮幸太郎（早稲田実業高校内野手）による記者会見の音源も流した。
- 2018年のNPBドラフト会議が開かれた同年10月25日（木曜日）には、『ちちんぷいぷい』（当番組を開始するまで上泉が長らくレギュラーで出演していたMBSテレビ平日午後の情報番組）のリポーターとして（根尾昂・藤原恭大・柿木蓮・横川凱選手の同時指名が予想されていた）大阪桐蔭高校（大阪府大東市）の記者会見会場に出向いていた市川が、前年に続いて電話で出演。スタジオからは、上泉に加えて、スポーツアナウンサーの近藤亨が（放送時点で終了していた）1巡目における全12球団の指名状況を伝えた（大阪桐蔭高校からは5巡目までに上記の選手が全員指名）。

2019年度のプロ野球オフシーズンからは、『ええなぁ!』の本編を金曜日に放送しないため、『上泉雄一 今日のウワ言』も火 - 木曜日の週3日放送に変更。金曜日には、『福島のぶひろの、金曜でいいんじゃない?』の延長版として、『もうちょっといいんじゃない?』を17:45 - 18:00に編成していた。
なお、『ええなぁ!』本編の放送枠が早朝に移動した2021年度のオフシーズンには放送せず、『今日のウワ言』の放送枠を「夕方もポチっとMラジ」火 - 木曜枠の番組（当該項で詳述）に併合（事実上の2部構成化）。金曜日には、『もうちょっといいんじゃない?』に代わって『Mラジ　こどもスマイル』（第2期・第3期のパートナーだった村瀬と小学生が出演するSDGs関連の事前収録番組）を編成している。

#### 『上泉雄一の週末もええなぁ!』／『上泉雄一の日夜もええなぁ!』（2015 - 2020年度の通年番組）
MBSラジオでは、「週末のダラダラをワクワクに変える総合エンタメ情報番組」と銘打って、2015年4月4日から2021年3月29日まで上泉単独出演の事前収録番組を放送。放送枠が土曜日の午後（13時台）→日曜日の24時台（月曜日の0時台）→土曜日の23時台→日曜日の25時台（月曜日の1時台）と変遷している関係で、土曜日に放送される場合には『上泉雄一の週末もええなぁ!』（うわいずみゆういちのしゅうまつもええなぁ!）、日曜日の深夜に放送される場合には（一時期を除いて）『上泉雄一の日夜もええなぁ!』（うわいずみゆういちのにちよるもええなぁ!）というタイトルを使用していた。

##### 第1期（2015 - 2017年度：『上泉雄一の週末もええなぁ!』）
2015年4月4日から毎週土曜日の13時台に放送。放送上は、上泉が土曜日の午前中に『せやねん!』へ出演した後に、当番組へ登場する。ただし、プロ野球シーズン中に『MBSベースボールパーク』として13:00開始のデーゲームを中継する場合や、特別番組を編成する場合には当番組を休止。また、公式のメールアドレス、twitterやFacebook上の公式アカウント、公式サイトを『ええなぁ!』と共用している。
この番組では、新刊本や新作映画などから、上泉が感銘を受けた複数の作品を紹介。また、新刊本の作者、新作映画の出演者、放送日の直後に関西地方で催されるライブ・イベント・舞台公演への出演を予定しているアーティストや俳優に向けた（事前収録かスタジオからの電話による）上泉のインタビューを随時放送している。インタビューが事前収録の場合には、放送前日までの『ええなぁ!』でダイジェスト音源を流した後に、この番組で全編を放送。『ええなぁ!』のパートナー（嘉門タツオ・香西かおりなど）をアーティストゲストとして迎えることもあれば、谷口真由美のように、当番組へのゲスト出演をきっかけに『ええなぁ!』にも定期的に登場するようになった人物もいる。
なお、「MARUZEN & ジュンク堂書店梅田店」（売場面積で日本最大級の規模を擁する毎日放送本社付近の書店）では、この番組の放送開始を機に「上泉雄一のええ棚!」を1階フロアに常設。この番組や『ええなぁ!』の本編で紹介した書籍を販売している。もっとも実際には、MBSラジオの他番組（主に『次は〜新福島!』）で紹介した書籍も展示するようになったことから、2019年12月下旬のフロアリニューアルで「MBSラジオの棚」に変わっている。
2015年9月26日までの放送時間は13:00 - 13:30だったが、後枠で放送していた『1179 いい話 泣く話』（13:30 - 13:45）が同日で終了したことを受けて、翌週（10月3日）以降は放送時間を13:00 - 13:45に拡大。「週末にゆっくり聴きたい1曲」というテーマで、リスナーから楽曲のリクエストを受け付けるとともに、寄せられたリクエストから毎回1曲を放送している。
2016年1月9日からは、13:30 - 13:45に『シルクのべっぴん塾』を編成する関係で、当番組の放送時間を13:00 - 13:30に戻した。2017年7月1日からは、13:15 - 13:30に『サトケンの買って!?ちょ〜だい!』（九州朝日放送発のラジオショッピング番組）を編成する関係で、当番組の放送時間を13:00 - 13:15に短縮した。
なお、番組開始から2017年3月25日放送分までは、番組の中盤（または後半）にはラジオショッピングコーナーを内包。上泉がインタビューの感想を述べてから、フリートーク風にコーナーを始めていた。同年4月1日放送分からは、ラジオショッピングコーナーを内包せずに、全編をインタビューで構成することが多かった。

##### 第2期（2018年4 - 9月：『上泉雄一の週末もええなぁ!』）
2018年4月8日からは、毎週日曜日深夜（月曜日未明）の30分番組として再スタートを切るとともに、番組開始以来初めて専用の公式メールアドレス（uwas@mbs1179.com）を開設した。基本放送枠は毎週日曜日の24:30 - 25:00（月曜日の0:30 - 1:00） で、1週間の番組編成の起点を月曜日の4:55に置くMBSラジオのレギュラー番組としては、1週間の最終番組になった。
放送曜日・時間移動後2回目の放送（4月16日）では、谷村新司・池田なみ子を迎えての公開収録「春のソナタ」（MBSラジオ・FM COCOLO初のコラボレーション企画として同月12日の『ええなぁ!』本編終了後に毎日放送本社M館1階のオープンスペース「ちゃぷらステージ」で実施）から後半のダイジェスト音源を流した。9月30日深夜（10月1日未明）放送分で、『上泉雄一の週末もええなぁ!』という番組タイトルでの放送を終了。

##### 第3期（2018年10月 - 2020年3月：『上泉雄一の日夜もええなぁ!』）
2018年10月7日深夜（8日未明）放送分から、放送日・放送時間・番組の構成を維持したまま、番組タイトルを『上泉雄一の日夜もええなぁ!』に変更。また、インタビュー中に『ええなぁ!』向けの告知CMを収録した模様を、インタビューの本編とともに放送するようになった。
2019年6月17日深夜（18日未明）放送分では、「MBSラジオ　スペシャルウィーク」期間中の最終番組に当たることから、放送枠を初めて1時間半（24:30 - 26:00）に拡大。「『aikoの詩。』発売記念　aikoとuwaのラララジオ」（24:30 - 25:30）と「さだまさしスペシャルインタビュー」（25:30 - 26:00）による2部構成で放送した。
なお、2019年7月7日深夜（8日未明）放送分からは、基本の放送枠を日曜日の24:00 - 24:30（月曜日の0:00 - 0:30）に繰り上げている。2020年3月29日深夜（30日未明）放送分で、日曜日深夜および、『上泉雄一の日夜もええなぁ!』としての放送をいったん終了。

##### 第4期（2020年4月 - 11月：『上泉雄一の週末もええなぁ!』）
2020年4月4日から、基本の放送枠を土曜日の23:30 - 24:00へ移動。番組のタイトルを、『上泉雄一の週末もええなぁ!』に戻していた。同年12月5日から『鞘師里保と○○と』（Radiotalkとの連動番組）をレギュラーで編成することに伴って、この時間帯での放送を11月28日で終了。

##### 第5期（2020年12月 - 2021年3月：『上泉雄一の日夜もええなぁ!』）
2020年12月6日から、基本の放送枠を日曜日の25:10 - 25:40へ移動。当番組史上最も遅い時間に基本の放送枠を編成するとともに、番組のタイトルを『上泉雄一の日夜もええなぁ!』に戻していた。
第1期から6年間にわたって放送されてきたが、2021年3月28日深夜（29日未明）放送分で終了。

## 放送時間

### 第1期
- 2009年4月6日 - 2015年3月27日  毎週月曜日 - 金曜日 10:30 - 12:30

放送日が選抜高等学校野球大会の準決勝・決勝と重なる場合には、ラジオ中継の放送開始時間に応じて、当番組の放送時間を短縮。後枠番組『こんちわコンちゃんお昼ですょ!』の時間帯（13:00以降）に中央競馬の中継を編成する場合には、同番組を休止する代わりに、当番組の放送時間を12:50まで延長していた。

### 第2期
16:52頃から7分間『全日本トラック協会presents ドライバーズ・リクエスト』（TBSラジオ制作）、17:30頃に『ネットワークTODAY』、火曜 - 金曜17:43 - 17:45に『地震防災メモ・気象一口メモ』（月曜日は単独番組扱いで放送） を内包。当番組の放送日に『MBSベースボールパーク』としてデーゲーム中継を実施する場合には、『ドライバーズ・リクエスト』を独立番組として中継の前に放送するとともに、試合の展開に応じて本編の放送時間短縮・休止を実施することがある。また、祝日の午後に『GOGO競馬ホリデー!』として中央競馬のレースを中継する場合にも、放送時間の短縮で対応する。
- 2015年度
  - プロ野球シーズン（2015年4月6日 - 9月25日）毎週月曜日 15:30 - 18:00、毎週火曜日 - 金曜日 15:30 - 17:54
  - プロ野球オフシーズン
    - 2015年9月28日 - 10月23日、2015年12月28日 - 2016年3月25日 毎週月曜日 - 金曜日 15:30 - 18:00
    - 2015年10月26日 - 12月21日、毎週月曜日 15:30 - 17:54、毎週火曜日 - 金曜日 15:30 - 18:00
      - 月曜日のみ、『やずやのうれし〜おいし〜ヘルシ〜』（大月勇と青柳万美の出演によるやずや製品のラジオショッピング番組）を17:54 - 18:00に編成した関係で、放送時間を一時的に短縮。
- 2016 - 2018年度
  - プロ野球シーズン　毎週月曜日 15:30 - 17:43、毎週火曜日 - 金曜日 15:30 - 17:54（2019年度まで継続）
    - 月曜日のみ、『Wマコトの笑コミュ!』を17:45 - 18:00に編成する関係で放送時間を短縮。

  - プロ野球オフシーズン　毎週月曜日 - 金曜日 15:30 - 17:43

第2期の通常編成では、オープニングから『ドライバーズ・リクエスト』→「ちなみNEWS」までの時間帯（15:35 - 15:40）を、ラジオショッピングコーナーやインフォマーシャルに充てている。ただし、2015年11月23日（月曜日）から同月30日（月曜日・年金の日）までの6日間は、大沢悠里の出演による『みんなで考えよう年金のこと』（TBSラジオが制作した日本年金機構の広報番組）の時差ネットを実施。2016年8月のリオデジャネイロオリンピック期間中には、『リオオリンピックリポート』（荻原次晴・脊山麻理子がキャスターを務める民放ラジオ統一番組）を、16:50 - 17:00に内包している。

### 第3期
- 2019年度
  - 『ドライバーズ・リクエスト』『ネットワークトゥデイ』『地震防災メモ・気象一口メモ』の金曜分は、『福島のぶひろの、金曜でいいんじゃない?』で継続。
    - プロ野球オフシーズン（2019年9月30日 - 2020年6月18日）毎週月 - 木曜日 15:30 - 17:43
      - 2019年の最終放送（12月30日＝月曜日）では、『上泉雄一の年末拡大 2時からええなぁ!』と称して、放送枠を14:00 - 17:43に拡大した。
      - 本来は2020年3月20日から2020年度のナイターイン編成に入る予定だったが、新型コロナウイルス感染拡大の影響でプロ野球レギュラーシーズンの開幕が6月19日（いずれも金曜日）まで延期されたため、開幕前日の6月18日までは『今日のウワ言』の放送を継続。
- 2020年度
  - プロ野球シーズン（2020年6月19日 - 11月26日）毎週月 - 木曜日 15:30 - 17:43
    - 『もうすぐベースボールパーク』については、火 - 木曜日に『まだまだええなぁ! もうすぐベースボールパーク』というタイトルの使用と上泉の出演を継続。金曜日のみ『MBSベースボールパーク』スタジオアシスタントの豊永真琴（この年から担当曜日を市川と交換）が単独で進行した。

  - プロ野球オフシーズン（2020年11月30日 - 2021年3月24日）毎週月 - 木曜日 15:30 - 17:43（本編）・毎週火 - 木曜日17:45  -  18:00（『上泉雄一　今日のウワ言』）
    - 新型コロナウイルス感染拡大の影響で2020年の日本シリーズが11月下旬に組まれたため、『まだまだええなぁ! もうすぐベースボールパーク』をシリーズ終了の翌日（11月26日）まで放送した。『上泉雄一　今日のウワ言』については、12月1日（火曜日）から放送を再開。
      - 2020年の最終放送（12月28日＝月曜日）では、『上泉雄一のええなぁ! 年末拡大スペシャル』と称して、放送枠を10:30 - 17:43に拡大。上泉と全曜日のレギュラー出演者が登場するとともに、第1部（10:30 - 12:30）には木曜日、第2部（12:30 - 14:00）には火曜日、第3部（14:00 - 15:30）には水曜日、第3部（15:30 - 17:43）には月曜日がベースの特別企画を放送した。
- 2021年度
  - プロ野球シーズン（2021年3月30日 - 9月30日）毎週月 - 木曜日 15:30 - 17:43
    - 市川が早稲田大学（上泉の母校）大学院スポーツ科学研究科への進学に伴って2020年度限りで『MBSベースボールパーク』関連の番組出演を終えたことに伴って、『まだまだええなぁ! もうすぐベースボールパーク』の出演者を江間丈（元・四国放送アナウンサー）に変更（火 - 木曜日の『MBSベースボールパーク』スタジオアシスタントと兼務）。
    - 『福島のぶひろの、金曜でいいんじゃない?』では4月2日放送分から「お天気のお知らせ」の制作を毎日放送報道情報局の気象情報部が担当しているが、当番組では日本気象協会の関西支部が引き続き担当。
    - 日本国内における新型コロナウイルス感染拡大の影響で2020年7月から1年間延期されていた2020東京オリンピックの開催期間（7月23日 - 8月8日）および直前には、以下の民放ラジオ統一番組（いずれも事前収録）を1コーナー扱いで内包している。
      - 7月16日：『直前!東京2020オリンピック情報』（新保友映・笹木かおり出演の夕方放送分[42]）を16:50 - 16:51に内包（金曜分は同じ時間帯に『金曜でいいんじゃない?』内、土曜分は『豊永真琴のMBSミュージックパーク』内、日曜分は単独番組として放送）
      - 7月23日・ 30日および8月6日：『東京2020オリンピックハイライト』の夕方放送分[43]を16:05 - 16:15に内包（出演者と他曜日分への対応は前述）

    - 8月12日（木曜日）には、放送枠を15:30 - 21:50に拡大したうえで、阪神タイガースOBの掛布雅之・八木裕・藪恵壹・狩野恵輔（いずれもMBSラジオの野球解説者）や「藤林虎子」（この年の3月まで月曜日にレギュラーで出演していた毎日放送アナウンサーの藤林温子）を迎えて『ええなぁ☆真夏のタイガース優勝祈願スペシャル』を編成。阪神が開幕から首位を走るセントラル・リーグのレギュラーシーズンが、2020東京オリンピックの開催に伴う中断期間を経て翌13日（金曜日）から再開されることに伴う特別番組で、MBSラジオのYouTube公式チャンネルではスタジオ動画のライブ配信を実施した。
    - 第2期から内包していた『ドライバーズ・リクエスト』については、番組自体が2021年9月24日（金曜日）で終了することに伴って、当番組では22日（水曜日）まで放送[44]。
    - 2021年9月27日（月曜日） - 30日（木曜日）の4日間は、『GIFT〜未来への贈り物〜』（TBSラジオが『ドライバーズ・リクエスト』の後継番組として27日から放送を開始）の月 - 木曜分を16:52頃から内包していた[45]。

### 第4期
- 毎週月 - 金曜日 6:00 - 8:00（2021年10月4日 - 2023年9月29日）
- 毎週月 - 金曜日 5:50 - 8:00（2023年10月2日 - ）
  - 前番組の『子守康範　朝からてんコモリ!』に続いて、7:15頃 - 7:20頃に『SUZUKIハッピーモーニング・羽田美智子のいってらっしゃい』（ニッポン放送制作）を1コーナー扱いで内包するほか、7:30 - 7:45頃に「歌のない歌謡曲」を企画ネット方式で放送。また、6・7時台に放送する「MBSニュース」のうち、7時台を『お早うネットワーク』（ニッポン放送制作）の企画ネット番組として編成している。
  - 「歌のない歌謡曲」は、2023年9月29日（金曜日）の内包分をもってMBSラジオでの放送を終了（最終日の担当は金曜パートナーの前田春香）。翌週（10月2日）からは、本編の放送開始時刻を5:50に繰り上げている。MBSラジオで平日の早朝5時台に生放送番組がレギュラーで編成されることは、『レイディオ・ゴー!』の終了（2021年10月1日）以来2年振り。
  - 2021年度以降の年末年始期間には、第3期までのような長時間の特別番組を編成せず、平日のレギュラー放送枠を事前収録の特別企画に充てている。この期間の放送では、「歌のない歌謡曲」も事前に収録していて、当該曜日のパートナーだけで進行。「MBSニュース」「お天気のお知らせ」および、通常は上泉が担当する分の「MBS交通情報」のみ生放送で、いずれも宿直勤務のアナウンサーが担当している。

## 出演者
- 上泉が夏期休暇や他番組の取材で当番組を休む期間には、当該曜日のレギュラー出演者（主にコーナー担当のアナウンサー）が、日替わりでパーソナリティ代理を担当。この場合には、番組タイトルを『○○のええなぁ!（○○にはパーソナリティ代理のフルネームが入る）』に改める[46][47][48] ほか、CM前後のジングルの大半もパーソナリティ代理の声によるスペシャルバージョンに変わる[49]。
- 第1期を開始した2009年からは、当時横浜DeNAベイスターズの投手だった三浦大輔（奈良県出身）が、日本プロ野球のオフシーズン（主に11月下旬 - 12月上旬）に必ず1回ゲストで出演[50]。現役を引退した2017年以降も、随時登場している[51]。
- 大阪府交野市の出身で、2021年6月まで現役の力士だった勢翔太（同月の引退を機に年寄名跡の春日山を襲名）も、十両の上位や幕内時代には（同年を除いて）毎年3月に開かれる大相撲大阪場所の直前などを中心に折に触れてゲストで登場[52]。幕内に昇進した2012年2月には、スタジオへ出演した際に、本場所で使う番組オリジナルの座布団[53] を本人へ贈呈した[54]。なお勢のゲスト出演時には伊勢ノ海部屋付きの甲山親方（元幕内・大碇、京都府京都市出身）や弟弟子の錦木徹也（関取昇進後）も出演。甲山親方が奥野史子（同郷で同志社大学の同期）と交流があることから、第2期では奥野がパートナーを務める水曜日への出演が恒例になっていた（第1期では火曜日とは限らなかった）。なお勢は現役引退後、春日山親方として2025年2月28日（金曜日）放送分7時台後半に早朝枠移動後初めてゲスト出演（後続番組『ヤマヒロのぴかッとモーニング』オープニングにも出演）。
- 第3期までは、コーナーレギュラーを務める毎日放送のアナウンサーが、担当以外の曜日にもシフト勤務の一環で番組内の「MBSニュース」や『ネットワークTODAY』（第2期以降）へ出演することがあった。

### 第1期
最終年度（2014年度）を基準に記載

◎：出演時点で毎日放送のアナウンサー
メインパーソナリティ
- 上泉雄一◎
  - 当番組の開始から2016年3月26日までは、テレビ（土曜日午前の『せやねん!』）を含めて、日曜以外の全曜日に毎日放送制作の生放送番組へレギュラーで出演[55]。2012年10月から2013年3月までは、当番組の本番直前（10時台前半）に、『プリプリ』（MBSテレビで毎週月 - 金曜日の9:55 - 10:50に編成していた生放送の情報番組）冒頭のコーナー「朝刊!記事からぼたもち」でナビゲーターを務めた。また、当番組の開始から2011年までは、「MBSラジオ スペシャルウィーク」の期間中のみ「ありがとうファミリー劇場」（当時の前枠番組『ありがとう浜村淳です』内のラジオドラマ）にも登場していた。

気象キャスター
- 今出東二（月 - 金曜）
  - 基本として『今出さんのお天気ええなぁ』にのみ出演。2014年度で毎日放送の気象キャスターを勇退する[56] ことを機に、第1期の最終放送日（2015年3月27日）をもって、MBSラジオの番組へのレギュラー出演を終了した。

その他のレギュラー出演者
| 月曜                                                                       | 火曜                                                        | 水曜                                                        | 木曜                                                                     | 金曜 |
| パートナー（金曜のみ週替わりゲスト：月に1回のペースで出演）                | パートナー（金曜のみ週替わりゲスト：月に1回のペースで出演） | パートナー（金曜のみ週替わりゲスト：月に1回のペースで出演） | パートナー（金曜のみ週替わりゲスト：月に1回のペースで出演）              | パートナー（金曜のみ週替わりゲスト：月に1回のペースで出演）                                                                   |
| -------------------------------------------------------------------------- | ----------------------------------------------------------- | ----------------------------------------------------------- | ------------------------------------------------------------------------ | --- |
| - たむらけんじ                                                             | - 奥野史子 （2011年7月 - 11月に産休で一時降板）             | - メッセンジャーあいはら                                    | - なるみ（2010年4月8日 - ）                                              | - トミーズ （雅、健） - ガダルカナル・タカ - 桂三度（世界のナベアツ） - 香西かおり - クワバタオハラ（くわばたりえ・小原正子） |
| 日替わりコーナー（月・木・金曜）グルメコーナー（水・木曜）のみ進行役で出演 |                                                             |                                                             |                                                                          | |
| - 古川圭子◎ - ビタミンSお兄ちゃん※                                         |                                                             | - 松井愛◎（2012年3月まで金曜日） - シャンプーハットてつじ   | - 高橋泰松（たいしょう）                                                 | - 大吉洋平◎（2012年3月まで木曜日）                                                                                            |
| リポーター                                                                 |                                                             |                                                             |                                                                          | |
|                                                                            |                                                             |                                                             | - よしもとクリエイティブ・エージェンシー所属の若手お笑い芸人（週替わり） | - 彩羽真矢（2011年7月1日 - 、12時台の生中継）                                                                                 |

- 木曜日の放送へなるみが出演できない場合には、未知やすえや武川智美◎が代演していた。
- 2014年4月25日には、板東英二が「スペシャルパートナー」として全編に登場。以降の放送では、板東に加えて、嘉門達夫も「スペシャルパートナー」として毎月（または隔月）1回のペースで金曜日に出演していた。
  - 2010年7月19日（月曜日）から23日（金曜日）までの5日間は、上泉が毎日放送60周年記念番組の海外取材に出た関係で、番組開始以来初めて上泉不在の生放送を実施。古川（19・22日）と松井（20・21日、23日）が交互にパーソナリティ代理を務めた。
- 2012年10月から2013年3月までの『プリプリ』には、前述の上泉に加えて、奥野が月曜日、あいはらが火曜日、たむら・桂三度が水曜日にレギュラーで出演していた。

#### 過去（2013年度以前）
- 松井昭憲（元・MBSアナウンサー、月 - 木曜12時台ニュースキャスター、 - 2009年7月30日）[65]
- 間寛平（月曜、『世界の国からアメマ』に電話で出演）
- 赤松悠実（金曜コーナー進行、 - 2009年9月）[66]
- 堀ちえみ（木曜パートナー、 - 2010年3月25日）
- 大月勇◎（木曜コーナー進行、 - 2010年6月）
  - 『上泉雄一のFANFANレディオ』火曜から続けて出演。営業部への人事異動でアナウンサー職を離れたため、2010年6月24日の放送で降板。異動後も、「毎日放送営業部の大月勇（または愛称の“ビッグムーン大月”）」名義で、自身が担当するスポンサーの生インフォマーシャルに登場することがあった。
- 井上智栄子（金曜リポーター、 - 2011年6月24日）
- 武川智美◎（月・金曜コーナー進行、火曜パートナー代理）
  - 番組開始から2009年8月までは『世界の国からアメマ』と『特集ええなぁ!』（月曜「先週のHowmuch?ニュース」金曜「週刊ええなぁフライデー」）に出演。第2子の出産準備に伴う産休のため降板した後に、2010年9月に職場復帰を果たした。復帰後は、不定期で火曜日のパートナー代理を数回務めてから、奥野の産休中（2011年6月21日 - 11月29日）に火曜日のパートナーを務めていた。
  - 2012年1月から、『こんちわコンちゃんお昼ですょ!』水曜日のアシスタントに起用。この起用を機に、第1期の水曜日には、同番組の出演者として当番組エンディングのクロストークに参加していた。

### 第2期・第3期
◎：出演時点で毎日放送のアナウンサー
メインパーソナリティ
- 上泉雄一◎
  - 火 - 金曜日には、プロ野球シーズンに『まだまだええなぁ! もうすぐベースボールパーク』、2016年度までのオフシーズンに『いっしょにええなぁ! みんなでホームイン!』へ出演。いずれも、本編（ラジオβスタジオ）の隣のスタジオ（αスタジオ）から放送していたため、事前収録番組である『気象一口メモ・地震防災メモ』の放送中にスタジオを移動していた。
  - 2020年9月30日（水曜日）には、当番組の本番直前（15:20頃）から本番開始5分後（15:35）まで、『ちちんぷいぷい』のスタジオに出演していた。当日の「へぇ〜のコトノハ」（毎日放送のアナウンサーが言葉に関する調査を交互に担当するコーナー）で「レトロニムのコトノハ」（後輩アナウンサーの三ツ廣政輝と共に調査ロケ・武川がロケVTRのナレーションを担当）が放送されたことに伴って、調査の概要を報告したことによるもので、当番組ではヤナギブソン（ザ・プラン9）と石田英司（いずれも放送時点での水曜パートナー）だけで生放送を開始。上泉は、「へぇ〜のコトノハ」への出演を終えると、2人によるオープニングトークの途中（15:40頃）から合流した。

パートナー
月曜日にプロ野球のナイトゲームを中継しない場合を除いて、17:43まで出演。ただし、放送日に『MBSベースボールパーク』としてデーゲームの中継を予定している場合（主に祝日）や、他のスケジュールを優先する場合には休演していた。
- 月曜日：金村義明（MBSラジオ・フジテレビ野球解説者、スポーツ報知野球評論家）
  - 月曜日が敬老の日と重なった2015年9月21日には、『MBSベースボールパーク ええなぁ!デーゲーム中継』（当番組と『MBSベースボールパーク』のコラボレーションによる中継）として放送された阪神対東京ヤクルトスワローズ戦中継（阪神甲子園球場）にゲスト解説者として出演[67]。2016年からは、ラジオ中継に限って、MBSラジオとの間で解説者としての専属契約を結んだ[68]。
  - 毎年2月には、野球解説者として日本プロ野球全12球団の春季国内キャンプを取材しながら、レギュラー番組へ出演。当番組では、取材先から放送のたびに帰阪するか、キャンプ地からの全編生中継で対応していた[69]。
  - 敬老の日が月曜日であった2017年9月18日には、阪神対広島東洋カープデーゲーム（甲子園）の関西ローカル向けラジオ中継に伴う短縮放送を当初から予定していた関係で休演。実際には中継終了後の17:22から当番組を放送したため、ラジオ中継の解説を担当していた藪恵壹（MBSラジオ野球解説者）と実況担当の井上雅雄（毎日放送アナウンサー）が、ラジオ放送席からの生中継を通じて出演した[70]。また、2019年3月4日に休演した際には、藤林温子（毎日放送アナウンサーで当時は一部コーナーの進行役）がパートナー代理を兼務。藤林が2016年から『みんなの甲子園』（MBSテレビが選抜高等学校野球大会期間中に放送する大会ダイジェスト番組）のアシスタントを務めていることにちなんで、同大会に関する特別企画を揃えたほか、高校野球に詳しいお笑い芸人（いけだてつや[71]・ちゃらんぽらん冨好[72]）をゲストに迎えた。
  - 当番組でのトークが人気を博していることから、2017年度から2020年度までのナイターオフ期間には、火曜日に『MBSヨル隊 金村義明のええかげんにせぇ〜!』（『上泉雄一 今日のウワ言』の後枠に組み込まれる生ワイド番組）のパーソナリティも担当。月曜日の当番組とともに、MBSラジオ制作の生ワイド番組へ2日続けてレギュラーで登場していた。2021年の10月改編からは、『ええかげんにせぇ～!』が「夕方もポチっとMラジ」月曜分の通年番組として第2期・第3期の放送枠を継承している。
- 火曜日：奥野史子（第1期の火曜パートナーから異動）
  - 第2期以降は、2020年3月25日まで毎週水曜日に出演。同年3月31日からは、第1期の終了以来5年振りに火曜日のパートナーを務めていた。
- 水曜日：ヤナギブソン（ザ・プラン9）、石田英司（毎日放送スペシャリスト制作局チーフプロデューサー→毎日放送ラジオ局ラジオ制作センターシニアスタッフ→毎日放送クリエイトサポート局シニアスタッフ兼経営戦略局・MBSラジオコンテンツデザイン局プロデュースセンター出向[73]）
  - 石田は『ちちんぷいぷい』で番組開始当初（1999年10月）から2017年9月26日まで全曜日でニュース解説を担当してきたため、「ニュースのおっちゃん」という愛称で広く知られている。当番組には、2018年1月24日から「知ってええなぁ!ちなみNEWS」水曜分のニュース解説者として、月に1回のペースで出演。2018年4月4日からは毎月最終木曜日、同年6月7日から2020年3月26日まで毎週木曜日の全編に、奥田修二（学天即）とのコンビでパートナーを務めていた。2020年4月1日から、パートナーとして水曜放送分のレギュラー出演を再開。
  - 石田が休演した2019年5月30日放送分では、よじょう（学天即における奥田の相方）が代演したため、学天即揃っての全編出演が実現した[74]。
  - 石田は2019年度のプロ野球オフシーズンには、毎週木曜日の20:00 - 22:00に『石田英司のプカプカ気分』という生放送番組のパーソナリティを務めながら、当番組へのレギュラー出演を継続していた。2020年度には、新型コロナウイルス感染拡大の影響でプロ野球レギュラーシーズンの開幕が遅れていたため、開幕までの暫定措置として毎週木曜日（5月1日以降は金曜日）の18:00 - 20:00に『プカプカ気分』を生放送。開幕以降は、『あどりぶラヂオ』の火曜未明分放送枠で、2021年9月まで生放送を月に3回程度続けていた。
  - 水曜への異動後は、異動前からのコーナーレギュラーであったヤナギブソンとのダブルパートナー扱いで、タイトルコールもヤナギブソンが担当していた。
- 木曜日：村瀬哲史（学研グループ→東進ハイスクール地理科講師、2018年10月2日 - ）
  - 大阪府の出身。大阪府立の高校で3年間教鞭を執った後に、河合塾などの予備校で講師を務めた。当番組では、2020年3月24日まで毎週火曜日に出演。
  - 毎日放送が制作する番組では、前任者の坪田信貴と同じく、『ちちんぷいぷい』や『VOICE』→『Newsミント!』（いずれもMBSテレビ）へ定期的に出演[75]。2018年に『週末もええなぁ!』へゲストで登場したことがきっかけで、当番組へのパートナー起用に至った。このような経歴を背景に、当番組では「浪速の地理博士」とも名乗っている。
  - 2020年4月から2021年3月第1週までの木曜日には、奥田が当番組に代わってスタジオパネラーとして出演している『ミント!』でも、18時台の後半（2020年11月第3週以降は17時台の後半）に冠コーナー（「村瀬先生の街GOO! 関西深掘りニュース」）を担当。基本としてロケVTRにのみ（放送日によってはスタジオにも）登場しているほか、スタジオの奥田に向けて、ロケ先にちなんだクイズを出題していた。『ミント!』の本編が3月5日で終了してからも、関西ローカルニュースパート（「Newsミント!」）を単独番組として26日（いずれも金曜日）まで放送していたため、「Newsミント!」のコメンテーターとして24日（水曜日）放送分まで出演。
  - MBSラジオ制作番組へのレギュラー出演については、当番組の放送枠が平日の早朝に移動した2021年10月以降『Mラジこどもスマイル!』（同月15日から2022年3月まで毎週金曜日の17:45 - 18:00に放送）のパーソナリティとして続けている。

コーナーレギュラー
- 月曜日：西村麻子[76]◎・山崎香佳[77]◎・上田悦子[78]◎（2021年4月から週替わり[79]で出演）
- 火曜日：福本晋悟◎（2015年度に水・金曜日[80]、2016年度に水曜日を担当した。2017年3月でいったん降板。同年10月から水曜日担当として復帰した後に、2018年4月から金曜日、同年10月から2020年3月まで水曜日を担当）、ビタミンSお兄ちゃん（第1期の月曜レギュラーから異動）
- 水曜日：松本麻衣子◎（第1子の産前産後休暇から復帰した2016年度に金曜日を担当。第2子の産前産後休暇を経て、2018年3月から木曜日担当として復帰。同年5月下旬から7月上旬までは水曜日も担当。2019年4月から担当曜日を火・水曜日に変更した[81] 後に、同年10月から2020年3月まで火曜日、2020年4月から水曜日の担当に専念。子育ての都合により第4期への続投は見送られたが、2024年8月5日放送分は西村の夏休み、同年11月14日放送分は海渡未来の宮崎出張に伴う代役を担当）
- 木曜日：松川浩子◎（2017年10月から金曜日に出演。2019年3月までは水曜日に出演することもあったが、同年4月から担当曜日を木・金曜日に変更[82] した後に、2019年10月から木曜日の担当に専念）、杉本青空（からし蓮根）[83]
  - 前述の事情で本来のパートナーが出演できない場合には、当日のレギュラー出演者のうち1名が、全編にわたってパートナー代理を務める。火曜日には坪田が出演していた時期からお兄ちゃん、水曜日には奥野が出演していた時期からヤナギブソンが代理に充てられることが多い。また、上記以外のアナウンサー（関岡香[84]・武川[85]・福島[86]・近藤亨[87]・清水麻椰など）が、不定期で「ちなみNEWS」を進行することがあった。なお、アナウンサー以外のレギュラー出演者は、16時台の日替わり企画からエンディングまで登場。
  - 毎日放送が女性のアナウンサーを採用した年度の月曜日では、第2期の初代コーナーレギュラーを前田阿希子（2017年9月で退社）が務めていた2015年度以降でコーナーレギュラーを務めるアナウンサーが休暇などで休演する場合に、女性の新人アナウンサーが自己紹介を兼ねて「知ってええなぁ!ちなみNEWS」などの一部コーナーで進行を担当していた。
    - 2017年10月に月曜日のコーナーレギュラーを前田から引き継いだ2015年入社の藤林は、前田の代理として、同期入社の玉巻映美と共に2015年9月14日放送分で当番組に初出演。藤林が月曜日のコーナーレギュラーに定着してからも、2018年入社の辻沙穂里が2019年3月11日放送分、2019年入社の清水と野嶋紗己子が同年11月25日放送分で本編に初めて登場している。

  - 2016年までは、火 - 金曜日に『MBSベースボールパーク』で阪神のナイトゲームを中継する場合に、上泉が「ネットワークTODAY」の直前（17:25頃）に中継カードのスターティングメンバーを伝えていた。2017年から2021年までは、『まだまだええなぁ!もうすぐベースボールパーク』内で、中継先の実況担当アナウンサーが紹介。
  - 2019年9月27日まで放送されていた金曜日には、終了時点で森本尚太◎・松川◎・上田悦子◎などから、週替わりで1名のアナウンサーが「ちなみNEWS」を担当していた。
  - 2020年に新型コロナウイルスへの感染が拡大したことを受けて、同年の4月第2週からは、パートナーの一部が自宅から電話で随時出演。逆に、上泉が自宅内からの全編生中継方式で出演した同月15日（水曜日）放送分では、同曜日の他のレギュラー陣（石田、ヤナギブソン、松本）が当番組のスタジオから進行した。

『まだまだええなぁ! もうすぐベースボールパーク』進行アシスタント
『MBSベースボールパーク』のスタジオ担当を兼務。2017年から2021年までの出演者は、上泉の夏季休暇中に単独で進行役を務めていた。
- 江間丈（2021年のみ）
  - 2021年3月31日（水曜日）までアナウンサーとして四国放送へ勤務した後に、翌4月1日（木曜日）の『まだまだええなぁ!もうすぐベースボールパーク』から、MBSラジオ制作番組への出演を開始。プロ野球シーズン中の火 - 木曜日には、同番組に続いて『MBSベースボールパーク』と『ベースボールパークEXトラ!』へ登場している。
  - 早稲田大学の文学部から四国放送へ入社していたため、在籍学部は違うものの、大学では上泉（教育学部卒業後の1992年に毎日放送へ入社）の後輩・前任者（2021年度から大学院のスポーツ科学研究科に在学中）の市川いずみの先輩に当たる。

#### 過去（2015年度以降）
- 鈴木健太◎（第1期の火曜レギュラーから異動）
  - 2015年度のみ、福島・大吉と交互に、木曜日のコーナーレギュラーとして出演。2017年7月の人事異動でアナウンス職を離れた。
- 大吉洋平◎（第1期の金曜レギュラーから異動）
  - 2017年9月まで、木曜日のコーナーレギュラーとして出演。
- 前田阿希子◎（2015年度から2017年9月25日まで、月曜日の「知ってええなぁ!ちなみNEWS」「オヤジ向上委員会」を担当）
  - 2017年10月の結婚を機にドバイへ移住するため、同年9月30日付で毎日放送を退社。出演期間中には、上記コーナーにおける金村とのやり取りで人気を博したほか、上泉・金村が二元生中継方式で出演した場合にはMBS本社スタジオ側の進行役を担った。
- 河本光正◎（2015年度に金曜日の「知ってええなぁ!ちなみNEWS」を福本と交互に担当）
- 亘佐和子（わたり さわこ：毎日放送ラジオ報道部デスク、2017年7月21日から12月22日まで金曜日の「ネットワークTODAY」で放送していた「今日の注目ニュース」にのみ出演）
- 金山泉[87]◎（2017年10月から2018年3月まで、他のアナウンサーと交互に、木曜日の「知ってええなぁ!ちなみNEWS」を担当）
- 森本尚太◎（2017年10月から2020年3月まで「知ってええなぁ!ちなみNEWS」にのみ出演）
  - 2018年3月まで、他のアナウンサーと交互に木・金曜日を担当。2018年10月から2019年9月まで金曜日にのみ出演した後に、2019年10月から2020年3月まで福本と交互に水曜日を担当していた。
- 谷口真由美（出演時点では大阪国際大学准教授、木曜パートナー、2016年10月6日から2018年3月29日まで出演）
  - MBSラジオ制作の番組でレギュラーを務めるのは、当番組が初めて。レギュラーに起用される前にも、著書のPRを兼ねて、『週末もええなぁ!』にゲストで出演したことがあった。出演期間中の木曜日には、『おはよう朝日です』（ABCテレビ平日早朝の生放送番組）でサブコメンテーターを務めてから当番組へ登場。ただし、他のスケジュールとの兼ね合いで、月に1回程度休演した。
  - 当番組降板後の2019年3月で大阪国際大学を退職した後に、同年6月から日本ラグビーフットボール協会の理事を務めている関係で、2020年3月末にメディアでの活動から勇退。
- 濱家隆一（かまいたち、木曜パートナー、2016年10月6日から2018年3月29日まで出演）
  - 基本として、谷口とのコンビで全編にわたって出演。谷口が休演する週にも登場していた。2018年度からかまいたちとしての活動拠点を東京へ移すことを機に、当番組や『せやねん!』を含む在阪局制作のレギュラー番組を一斉に降板。
- ガダルカナル・タカ（2016年度までは月に1回→2017年度からは3ヶ月に1回のペースで出演、第1期・金曜の週替わりパートナーから異動）
  - 第1期から、木曜日の午後に『情報ライブ ミヤネ屋』（読売テレビ）への生出演で来阪。同番組の生放送が15:49で終了するため、第2期への移行後は基本的に「知ってええなぁ!ちなみNEWS」から登場する[88]。谷口と濱家隆一（かまいたち）がパートナーを務めていた期間（2016年10月 - 2018年3月）には、谷口が休演する週を中心に出演。ただし、谷口・濱家とのトリオでパートナーを務めることもあった。
  - 第2期で谷口・濱家がパートナーに加わるまでは、タイトルコールからタカが到着するまで、上泉が1人で生放送を進行。2016年10月から2018年3月までは、濱家がオープニングから登場したため、タカが到着するまで上泉と濱家で進行していた。2018年度以降はオープニングから出演。
- 坪田信貴（教育者、火曜パートナー、第2期の開始から2018年9月25日まで出演）
  - 著書「学年ビリのギャルが1年で偏差値を40上げて慶應大学に現役合格した話」（通称「ビリギャル」）がベストセラーになったことを背景に、ラジオ番組としては初めてのレギュラー出演が実現。上泉が夏季休暇で休演した2015年8月25日には、上泉の代理ながら、『坪田信貴のええなぁ!』というタイトルでラジオ番組のパーソナリティを初めて務めた[47]。
  - 当番組では、「（名古屋市内で経営する学習塾の）坪田塾塾長」という肩書を用いたほか、17時台の日替わり企画のタイトルに「ビリギャル先生」という異名を冠していた。『上泉雄一のええなあBOOK〜人生100年時代の受験と勉強〜』には、「人生100年時代の受験と勉強」をテーマに、上泉とおよそ6時間にわたって対談した模様を中心に所収。
  - MBSラジオが制作する番組では、2016年4月から、半年に1回のペースで放送される『キングコング西野のおとぎ町レディオ』（当番組の本番終了後に収録するキングコング・西野亮廣の冠番組）にも豊崎由里絵[89] と共にレギュラー出演。当番組では、収録の直前に番組の放送を告知するとともに、リスナーからのメッセージを受け付けていた。
  - 2017年10月からは、MBSテレビが制作する『ちちんぷいぷい』『VOICE』（いずれも月曜日のみ）へのレギュラー出演を開始。これを機に、火曜日の当番組を含めて、MBS制作の生放送番組へ2日連続で定期的に登場するようになった[90]。しかし、週に1回定期的に来阪することが難しくなったことを理由に、当番組のみ2018年9月で降板した[91]。『ちちんぷいぷい』や『VOICE』については、降板後の同年10月以降も、月に1回程度のペースで月曜日にセットで出演。『VOICE』終了後の2019年度以降も、『ちちんぷいぷい』にのみ登場していた。また、降板後も『上泉雄一の日夜もええなぁ!』にゲスト扱いで出演することがあった。
- かみじょうたけし（金曜コーナーレギュラー、第2期の開始から2018年9月28日まで出演）
  - 2015年3月までは『こんちわコンちゃんお昼ですょ!』水曜日 → 木曜日の中継リポーターだったが、当番組の放送枠移動・第2期開始を機に異動。異動後は、スタジオで報告する16時台後半の事前取材コーナーから、エンディングにまで断続的に出演していた。森本栄浩・市川と並んで「関西高校野球三羽烏」と並び称されるほど高校野球の事情に詳しいことを買われて、高校野球シーズンの金曜日に、高校野球に関する17時台前半の企画をメインで進行することもあった。
  - 2019年4月から2020年9月までは、毎月第3木曜日に、『武田和歌子のぴたっと。』（当番組と放送曜日・時間が重なるABCラジオの生ワイド番組）へ出演。その一方で、同年には『上泉雄一の年末拡大 2時からええなぁ!』にもゲスト扱いで登場した。
- 藤林温子◎
  - 2016年4月から玉巻との隔週交代で水曜日、大吉・福島と交互に木曜日へ出演。2017年4月7日から9月30日までは、玉巻との隔週交代で金曜日にも登場していた。2017年10月2日以降は、担当曜日を月曜日に固定。2020年4月からは、「藤林虎子」という名義で『タイガース全力応援宣言　MBSマンデーベースボールパーク』のパーソナリティを務めている。
  - 「知ってええなぁ!ちなみNEWS」に加えて、2019年1月から17時台前半の「週刊カネスポ」（詳細後述）も進行。2019年度のプロ野球シーズン（2019年4月8日以降）には、両コーナーの合間（16時台前半）に『ミント!』で放送されていた「ぶち破れ! 私、藤林虎子になります」（スタジオ進行を伴った阪神関連の冠コーナー）も担当した関係で、当番組を中座していた。『ミント!』の担当から外れた2020年度には、「週刊カネスポ」まで出演した後に『マンデーベースボールパーク』へ出演。
  - 5年間にわたって出演してきたが、2021年4月改編から『よんチャンTV』（『ちちんぷいぷい』『ミント!』の後継番組）18時台の「アナおび」（毎日放送の若手・中堅アナウンサーによるロケ企画枠）火曜分をレギュラーで担当することに伴って、『よんチャンTV』初回放送日の3月29日で当番組を降板。その一方で、『マンデーベースボールパーク』のパーソナリティを続投しているほか、同番組と『よんチャンTV』に出演しない水・木曜日には番組内の「MBSニュース」を随時担当している。
- 玉巻映美◎
  - 月曜日への不定期出演 → 「知ってええなぁ!ちなみNEWS」水・金曜日担当 → 木曜日担当[92] を経て、2018年4月から12月まで再び水曜日を担当[93]。『Newsミント!』木・金曜日のサブキャスターに起用された2019年4月以降も、当番組から派生した特別番組へ出演することがあった。
  - 『Newsミント!』サブキャスターの期間中（2021年3月まで）にも、同番組を担当しない月曜日で藤林が休演する場合には、「ちなみNEWS」「（ニッポン全国留守電大賞→）ニッポン御当地看板娘」「週刊カネスポ」を進行している。
    - 2019年11月18日（藤林は高知県安芸市で阪神の秋季キャンプを取材）
    - 2020年1月20日（藤林は他番組向けに北海道内で取材）
    - 2020年2月3日（上泉・金村・藤林が阪神の春季沖縄キャンプを取材していたことに伴う二元生中継）
    - 2021年3月8日（藤林は休暇を取得）
- 河野良祐（プリマ旦那→令和喜多みな実[94]、金曜コーナーレギュラー、2018年10月5日から2019年9月27日まで出演）
  - かみじょうの後任扱いで、「（プリマ旦那→）令和喜多みな実河野のMBSラジオ普及委員会」（16時台後半の取材報告コーナー）のリポーターを担当。放送上は、同コーナーからエンディングまで出演していた。金曜日の放送終了を機に降板したが、2019年度のナイターオフ期間には、『メッセンジャーあいはらの夜はこれから!』（あいはらの冠番組で『 - 今日のウワ言』水曜分の直後から生放送）で、2018年度から出演している藤林と共に初めてパートナーを務めた。2020年の4月改編から、あいはらがパートナーを務める『松井愛のすこ〜し愛して♥』木曜日のコーナーレギュラーへ異動。
- 奥田修二（学天即）[95]（木曜パートナー、2018年4月4日から2020年3月26日まで出演）
  - 濱家の後任扱いで、基本として毎週出演していた。2020年4月から2021年3月までは、かねてから火曜日に不定期で出演していた『ミント!』の木曜日に、相方のよじょうと揃ってレギュラー出演[96]。

以下の人物は、『MBSベースボールパーク』スタジオ担当との兼務扱いで出演。
- 豊永真琴（2015 - 2019年）
  - プロ野球シーズンに『MBSベースボールパーク』スタジオ担当・『ベースボールパークEXトラ!』（ナイトゲーム中継の後座番組）パーソナリティとの兼務扱いで、『まだまだええなぁ!』火 - 木曜日（2015 - 2017年）→火 - 金曜日（2018・2019年）→火・水曜日（2021年以降）の進行を担当。『いっしょにええなぁ! みんなでホームイン!』では火・木曜日に出演していた。2021年にも、江間が四国放送を退社するまでの暫定措置として、3月30日（火曜日）・31日（水曜日）放送分を担当。
- 市川いずみ（2015 - 2017年および2020年）
  - 2017年シーズンまで金曜日のみ担当。『まだまだええなぁ　いっしょにホームイン!』では、水・金曜日に出演していた。
  - 2018・2019年シーズンには、豊永真琴が、『ベースボールパーク』火 - 木曜日スタジオ担当との兼務扱いで進行していた。豊永と担当曜日を入れ替えた2020年シーズンから、『まだまだええなぁ!』に復帰。
  - 2020年3月16日までは、『まだまだええなぁ!』から離れていた期間を含めて、毎週月曜日に『亀山つとむのスポーツマンデー!』へレギュラーで出演していた。藤林が他番組の海外取材で当番組を休演した2017年11月20日には、『スポーツマンデー』の本番前に『ええなぁ!』の本編へ出演。本来は藤林が担当する「ちなみNEWS」「お父さんのためのトレンディ講座」で進行役を務めたほか、通常は上泉と金村だけで進める「週刊カネスポ」にも登場した。

上泉・豊永・市川いずみ以外の『いっしょにええなぁ みんなでホームイン!』出演者は、
以下の人物は、なるみが産前産後休暇で休演してから、2016年9月まで木曜日のパートナーを週替わりで担当。
- トミーズ健（第1期金曜の週替わりパートナーから、休演期間をはさんで復帰）
- 宇都宮まき
- スマイル（瀬戸洋佑・ウーイェイよしたか共に出演）

以下のお笑いコンビはいずれも、2015年度から2016年9月29日まで、木曜日のコーナーレギュラーとして週替わりで出演。MBSラジオでは、2016年10月16日（日曜日）の深夜に、生放送による卒業記念番組を放送した（詳細後述）。
- アインシュタイン
- ヒガシ逢ウサカ
- セルライトスパ
- デルマパンゲ

2019年9月27日まで放送されていた金曜日には、なるみ、香西かおり、桂三度、嘉門タツオ、メッセンジャーあいはら、たむらけんじ などが週替わりで出演（いずれも第1期のパートナーから続投）。第2期最初の金曜日（2015年4月3日放送分）に三船美佳を招くなど、放送週によっては、上記以外のタレント・お笑い芸人が「スペシャルゲストパートナー」として登場することもあった。
- 第1期の2年目（2010年度）から木曜パートナーを務めていたなるみは、第2期への移行後も木曜日で続投したが、第1子の産前産後休暇に伴って2015年11月26日放送分から[88] 2016年5月5日放送分まで休演。休演期間中は、『プリプリ』や『せやねん!』で上泉との共演を経験している宇都宮まき[99]、第1期の金曜週替わりパートナーだったトミーズ[100]、第2期の金曜日（同年10月9日放送分）にスペシャルパートナーとして出演したスマイル[101] などが交互にパートナー代理を務めた。
- なるみは2016年5月12日放送分から、木曜パートナーに復帰。2015年12月に出産した第1子をスタジオに連れての出演であった。育児との両立を図るべく、復帰後は同年9月29日まで、タカ、健、宇都宮、スマイルと交互に登場。同年10月から、金曜日の週替わりパートナーへ異動した。
- 金曜日のみ2019年9月で放送を終了することに伴って、香西と嘉門は同月20日、あいはらと三度は同月27日（金曜分の最終回）まで出演した。『松井愛のすこ〜し愛して♥』でも初期（2014年度ナイターオフ期間の「茶屋町プレミアムナイト」枠）に金曜日でパートナーを務めていた香西は、2019年11月から、金曜週替わりパートナーの1人として同番組へ復帰している。

### 第4期（現在）
◎：出演時点で毎日放送のアナウンサー
メインパーソナリティ
- 上泉雄一◎（「お天気のお知らせ」「MBS交通情報」「鉄道情報」も担当）

パートナー
6・7時台の『MBSニュース』担当を兼務。『歌のない歌謡曲』（企画ネット版）を内包していた2023年9月29日（金曜日）までは、『歌のない歌謡曲』の進行役を務めていたほか、同枠内の「お天気のお知らせ」も担当していた。
- 月曜日：西村麻子◎（2023年4月3日 - 、第4期の開始から2023年3月30日までは木曜日に出演）
- 火曜日：武川智美◎
- 水曜日：山崎香佳◎（2024年3月27日 - 、2023年4月6日から2024年3月21日までは木曜日に出演）
  - 『松井愛のすこ〜し愛して♥』では、2023年4月から「山﨑香佳のきょうから使えるニュース」という冠コーナーを毎週水曜日に担当。2024年3月27日以降も、当番組の本番を終えてから出演している。
- 木曜日：海渡未来◎（2024年4月4日[102] - ）
- 金曜日：松川浩子◎（2024年3月29日 - 、第4期の開始から2024年3月20日までは水曜日に出演）

コメンテーター
- 月曜日：高橋洋一
- 水・金曜日：石田英司（放送上の肩書は「MBSラジオニュース解説者」）
  - 第3期の途中（2019年7月）から2024年7月31日（水曜日）までは毎日放送の「シニアスタッフ」（嘱託社員）、嘱託契約の満了に伴う退社後の2024年8月2日（金曜日）以降はフリーランスの立場で出演。
- 木曜日：須田慎一郎

火曜日については、2023年3月28日から中村逸郎・森永康平・青山和弘・石川和男（政策アナリスト）などが週替わりで出演。

#### 過去
- 上念司（火曜日コメンテーター、2021年10月5日 - 2023年3月21日）
- 上田悦子◎（月曜日パートナー、2021年10月4日 - 2023年3月27日）
  - パートナー降板の翌月（2023年4月9日）から不定期（基本として3ヶ月に1回のペース）で編成されている『えつことさんぽ』（「えつこ」こと上田悦子の単独出演で収録されるMBSラジオの散策ロケ番組）では、上泉がナレーションを付けている。
- 前田春香◎（金曜日パートナー、2021年10月8日 - 2024年3月22日）
  - 当番組がラジオにおける入社後初めてのレギュラー番組。
  - 喉の不調に伴う治療を理由に、2023年の5月9日（火曜日）から7月31日（月曜日）までアナウンス業務を休止。同年8月1日（火曜日）から業務を徐々に再開していたが、5月12日から8月25日までの金曜日には藤林温子◎（第2期・第3期の月曜レギュラー）がパートナーを代行していた。本人は9月1日放送分からパートナーへ復帰。
  - レギュラー出演を終えてからも、「他のパートナーの代役」として一時的に復帰することがある。海渡が2024年6月の第4週から『よんチャンTVモーニング in THE TIME,』（MBSテレビで平日の早朝に同時ネットを実施している『THE TIME,』から午前6時台のパートの大半を関西ローカル向けに差し替えた3週間限定の生放送番組）のMCを任された際には、6月27日・7月4日・7月11日（いずれも木曜日）の当番組でパートナーを代行していた。

### メインパーソナリティ代理
- 上泉の夏季休暇期間には、レギュラーアナウンサーやパートナーが、日替わりでパーソナリティ代理を担当。第1期に続いて本編のタイトルを『○○のええなぁ!』（○○はパーソナリティ代理の氏名）に変更する一方で、代理者は基本として「知ってええなぁ!ちなみNEWS」の進行役も兼務する。
  - 2015年の夏季休暇期間（8月24日 - 28日）には、前田[46][103]（24日）、坪田[47][104]（25日）、福島[48][105]（26日・27日）、古川[106]（28日）がパーソナリティ代理を担当。『まだまだええなぁ! もうすぐベースボールパーク』では、山田スタジアム（25日・27日）、馬野雅行◎（26日）、仙田和吉◎（28日）が進行を担当した。
  - 2016年の夏季休暇期間（8月22日 - 26日）には、前田（22日）[107]、上田（23日）[108]、大吉（24日）[109]、福島（25日）[110]、松本（26日）[111] がパーソナリティ代理を担当。『まだまだええなぁ! もうすぐベースボールパーク』では、森本栄浩◎（23日）、金山（24日）、馬野（25日）、井上雅雄◎（26日）が進行役を代演した。
  - 2017年の夏季休暇期間（9月11日 - 15日）には、前田（11日）[107]、上田（12日）[112]、玉巻（13日）[113]、大吉（14日）[114]、藤林（15日）[115] が本編のパーソナリティ代理を務めた。
  - 2018年の夏季休暇期間（9月10日 - 14日）には、藤林（10日）[116]、上田（11日）[117]、福島（12日）[118]、古川（13日）、松本（14日）[119] が本編のパーソナリティ代理を務めた。
  - 2019年の夏季休暇期間（9月9日 - 13日）には、藤林と仙田（9日）[120]、松本（10日）、豊崎[121]（11日）[122]、石田英司（12日）[118]、森本尚太（13日）[118][123] が本編のパーソナリティ代理を務めた。
  - 2020年の夏季休暇期間（9月7日 - 10日）には、同年8月第2・3週の『松井愛のすこ〜し愛して♥』[124] に続いて、曜日別パートナーの冠番組として放送する方針に変更。各曜日のパートナー（7日：金村、8日：奥野、9日：ヤナギブソン、10日：村瀬）がパーソナリティ代理、8日以外はレギュラーアナウンサー（7日：藤林、9日：松本、10日：松川）がパートナー代理を務めた。
    - 7日には藤林に加えて井上雅雄◎、8日には福本に代わって三ツ廣政輝◎（実際にはお兄ちゃん[125] と共同でパートナー代理を担当）、10日には松川・杉本に加えて伊織（「からし蓮根」における杉本の相方）[126] が出演。水曜ダブルパートナーの石田英司は、通常どおり9日にパートナーを務めた（実際には松本と共同で担当）。
    - 8 - 10日には、『まだまだええなぁ!もうすぐベースボールパーク』を編成せず、17:45から『MBSベースボールパーク』としてDeNA対阪神ナイトゲーム（横浜スタジアム）中継（ニッポン放送からMBSラジオへの裏送り制作分）を放送。当該カードが3試合とも開始時間を17:45に設定していることに伴う措置で、本来は『まだまだええなぁ!』から出演する市川いずみは、中継のスタジオアシスタントと後座番組『市川いずみのベースボールパークEXトラ!』のみ担当している。

  - 2021年の夏季休暇期間（8月30日 - 9月2日）には、前年の代演体制を踏襲。曜日別のパートナー（30日：金村、31日：奥野[127]、1日：ヤナギブソン、2日：村瀬）がパーソナリティ代理、レギュラーアナウンサー（30日：山崎、31日：福本[128]、1日：松本、2日：松川）がパートナー代理を務めた。
    - 8月30日には山崎に加えて、井上が前年に続いて登場[129]。31日にはお兄ちゃん[125]、9月1日には石田、2日には杉本が通常どおり出演した。

  - 2022年の夏季休暇期間（8月8日 - 12日）には、曜日別パートナーによる代演体制を踏襲しつつ、「女性パートナー（MBSの女性アナウンサー）によるパーソナリティ代理×（第4期では当番組にレギュラーで出演していない）同局の男性アナウンサーによるパートナー代理」という組み合わせを月 - 木曜日で導入。12日（金曜日）には、『福島のぶひろの、金曜でいいんじゃない?』で福島のパートナーを務める関岡が、同番組の本番前にパートナー代理を担当した。関岡はかつて毎日放送のアナウンス部長を務めていたが、宿直勤務以外で早朝の生放送番組へ出演することは、テレビを含めても入社35年目で初めてという。
    - 8月8日（月曜日）『上田悦子のええなぁ!』：上田悦子×大村浩士（前田春香と同期入社）※石田英司もスタジオに出演
    - 8月9日（火曜日）『武川智美のええなぁ!』：武川智美×中野広大（同上）
    - 8月10日（水曜日）『松川浩子のええなぁ!』：松川浩子×三ツ廣政輝
    - 8月11日（木曜日）『西村麻子のええなぁ!』：西村麻子×川地洋平
      - 当初は、金山をパートナー代理に起用することが告知されていた。しかし、金山が新型コロナウイルスに感染していることが前日（10日）に確認された[130]ため、スポーツアナウンサーとしての後輩にも当たる川地が急遽代演。

    - 8月12日（金曜日）『前田春香のええなぁ!』：前田春香（ラジオ番組のメインパーソナリティを初めて担当）×関岡香

  - 2023年の夏季休暇期間（7月24日 - 28日）も前年の代理体制（パートナー代理が月 - 木曜日は男性アナウンサー、金曜日はベテランの女性アナウンサー）を踏襲。27日（木曜日）放送分では、本来はパートナーの山崎がラジオ番組のメインパーソナリティを経験していなかったことを背景に、「シニアスタッフ」（毎日放送で正社員定年の60歳以降も嘱託契約で在籍しているスポーツアナウンサー）の森本栄浩をパートナー代理に充てた。28日（金曜日）放送分では、前述した事情から当時前田に代わって金曜日のパートナーを務めていた藤林が、メインパーソナリティを代行。
    - 7月24日（月曜日）『西村麻子のええなぁ!』：西村麻子×中野広大
    - 7月25日（火曜日）『武川智美のええなぁ!』：武川智美×大村浩士
    - 7月26日（水曜日）『松川浩子のええなぁ!』：松川浩子×河本光正
    - 7月27日（木曜日）『山崎香佳のええなぁ!』：山崎香佳×森本栄浩
    - 7月28日（金曜日）『藤林温子のええなぁ!』：藤林温子×古川圭子

  - 2024年の夏季休暇期間（7月29日 - 8月2日）は、金曜日が女性コンビでなくなった以外は前年の代理体制を踏襲。
    - 7月29日（月曜日）『西村麻子のええなぁ!』：西村麻子×中野広大（2年連続）※石田英司もスタジオに出演
    - 7月30日（火曜日）『武川智美のええなぁ!』：武川智美×大吉洋平
    - 7月31日（水曜日）『山崎香佳のええなぁ!』：山崎香佳×亀井希生
    - 8月1日（木曜日）『海渡未来のええなぁ!』：海渡未来×福島暢啓
    - 8月2日（金曜日）『松川浩子のええなぁ!』：松川浩子×三ツ廣政輝（2年ぶり）

## 主な企画・コーナー

### 現在（第4期）
前番組の『子守康範 朝からてんコモリ!』から、フォーマットの一部を継承。6・7時台に「MBSニュース」（6時台は平日の通常編成では最も早い定時ニュース、7時台は「おはようネットワーク」の企画ネット扱い）「お天気のお知らせ」（天気予報）「MBS交通情報」を1回ずつ放送するほか、『SUZUKIハッピーモーニング・羽田美智子のいってらっしゃい』（ニッポン放送制作）を7:24頃に1コーナー扱いで内包する。
第3期までの放送から一転して、「お天気のお知らせ」（6時台および7時台の前半）「MBS交通情報」（6時台）「鉄道情報」（7時台の「交通情報」に続いて放送）を上泉、「MBSニュース」（6・7時台）「お天気のお知らせ」（7時台の後半）を当日のパートナー（上泉の部下に当たる女性アナウンサー）が担当。2023年9月29日（金曜日）までは、7:30 - 7:45に企画ネット方式で放送していた「歌のない歌謡曲」（パナソニックの単独提供コーナー）の進行や、同社からのインフォマーシャルの読み上げをパートナーが担っていた。

#### タイムテーブル（2023年10月以降）
生放送番組のため、放送時間は目安。以下に記す「上泉」「パートナー」については、休演の際に代演者が役割を担う。
- 5:50　 オープニング（「6時前の朝刊情報」）
  - 放送開始時刻が繰り上げられた2023年10月2日（月曜日）から新設。当日に大阪で発行された全国紙の朝刊から、上泉と当日のパートナーが気になった記事の概要を互いに紹介する。
  - 6:00に放送を始めていた時期から、月・火・木曜日には上泉とパートナー、水・金曜日には上泉とパートナーと石田が出演。挨拶とトークが一段落したところで、パートナーがストレートニュースを伝えている。
- 6:10　「MBSニュース」（当日のパートナーが担当）
  - 放送上の起点を朝5:00に置くMBSラジオの通常編成では、当番組が第4期に入った2021年10月改編以降、平日はこの時間から定時ニュースの放送を始めている（土曜日には改編前から『かめばかむほど亀井希生です!』内の6時台前半、日曜日には「お天気のお知らせ」とセットの単独番組として6:15 - 6:20に放送）。
- 6:15　「お天気のお知らせ」→「MBS交通情報」→「鉄道情報」
  - 「お天気のお知らせ」では、近畿地方の気象概況に加えて、放送当日の大阪における日の出・日の入りの時刻を伝える（後述する7時台前半の放送分でも同様に構成）。
- 6:18　「とれたてピックアップニュース」
  - 時事問題から芸能・スポーツ関連のトピックスまで、当日に知って起きた注目のニュースを上泉とパートナーが紹介する。
- 6:40 「深掘りツッコミ解説」
  - 石田以外のコメンテーターは活動の拠点をMBSラジオの放送対象外地域（首都圏）に置いているため、このコーナーから電話で出演する。
  - ピックアップするニュースのジャンルは、高橋と須田は政治・経済分野が多く、石田は社会分野が多い傾向がある。
- 6:56　「私にも言わせて」（リスナーから寄せられた意見を紹介するコーナー）
- 7:00　「MBSニュース」 （「お早うネットワーク」の企画ネット扱い）
- 7:05　「お天気のお知らせ」→「MBS交通情報」→「鉄道情報」
  - 交通情報のみ、この時間から日本道路交通情報センター大阪事務所の職員が担当。
- 7:12　「マイスケええなぁ」（リスナーからのツイート→ポスト紹介コーナー）
  - 「＃マイスケええなぁ」というハッシュタグを付けることを条件に、リスナーがX（twitter）のポスト（ツイート）で明かした当日のスケジュールから一部を紹介。コーナー名の「マイスケ」とは、"My Schedule"（マイスケジュール＝私の予定）の略語である。
- 7:14　『SUZUKIハッピーモーニング・羽田美智子のいってらっしゃい』
  - 放送上は、上泉が「この後は羽田美智子さんです」と言ってからニッポン放送発の音声（収録音源）に切り替えている。
- 7:20　インフォマーシャル
- 7:23　上泉とパートナー（月・火・木曜日）または石田を加えたフリートーク（水・金曜日）→「私にも言わせて」
- 7:25　「ええなぁ! 日替わりニュース」（ニュースに関連した日替わり企画枠）
  - 以下の企画を曜日別に放送。石田以外のコメンテーターも、このコーナーから改めて電話で出演する。
  - 2023年9月29日（金曜日）までは『歌のない歌謡曲』の直後（7:46）から7:53頃まで放送されていたが、MBSラジオにおける『歌のない歌謡曲』の放送終了を受けて、翌週（10月2日）から放送時間を繰り上げている。
    - 月曜日：「真相直撃!?それフォンまですのん?」
      - 気になる話題の真相を放送中に専門家へ直撃する企画で、2023年4月3日から開始。タイトルの「フォンまですのん?」は、直撃取材で使用する「テレフォン」（電話）に「ホンマですのん?」（「本当の話ですか?」というニュアンスの関西弁）を重ねている。

    - 火曜日：「twitter国民投票」→「ええなぁ国民投票 リターンズ!」
      - 世の中で起きている問題から、番組のスタッフが選んだ1つのテーマに関する二者択一（「あり」か「なし」）式の投票企画。「国民投票」と銘打っているが、実際には、X（twitter）にアカウントを開設しているリスナーしか投票できないようになっている。
      - 第4期の序盤で、上念がコメンテーターを務めていた時期に「twitter国民投票」というタイトルで編成。上念の降板に伴う一時休止を経て、2024年4月改編から「ええなぁ国民投票 リターンズ!」として再開している。

    - 水曜日：「みんなで投票☆気になるニュース」→「みんなで投票!気になるニュース☆プレミアム」
      - twitter上の番組公式アカウントに設けた投票機能を活用したリスナー参加企画で、2023年4月5日から開始。当日のニュースに関する複の選択肢を投票フォームに示したうえで、放送中の7:00までに寄せられた投票結果から、得票数の最も多かった選択肢を「出演者に語って欲しい話題」とみなして上泉・松川・石田がトークを展開する。ちなみに、「プレミアム」への改題後は、2項目のニュースをテーマに投票を受付。

    - 木曜日：「オジキの裏ネタ」→「須田慎一郎 オジキの目」
      - 第4期の開始当初から、「日替わりニュース」枠内で続いている唯一の企画。『オジキ』と呼ばれるほどの強面の持ち主である須田が、独自取材の末につかんだ「とっておきの裏ネタ」をいち早く紹介する。

    - 金曜日：「これが気になる!?週刊ウワイデー」
      - 上泉による取材企画で、2024年4月改編から放送。企画名の「週刊ウワイデー」には、上泉の苗字（ウワイズミ）と『FRIDAY』（基本として毎週金曜日に講談社から発売されている写真週刊誌）を重ねている。
- 7:46　パートナーを中心に進行する日替わりの冠企画
  - パートナーが進行役を務めていた『歌のない歌謡曲』の終了を機に新設された事実上の後継企画で、終了の翌週（2023年10月2日）から以下の企画を放送。
    - 月曜日：「西村麻子のわが町おこしやす」
    - 火曜日：「武川智美の“言い過ぎちゃったらごめんなさい"」
    - 水曜日：「松川浩子の誰か褒めてよ」（2024年3月で終了）
    - 木曜日：「山崎香佳のあとぜき」（同上）
    - 金曜日：「前田春香の現代若者用語辞典　マエダス」（同上）
- 7:55　エンディング

##### 過去のコーナー
- 「歌のない歌謡曲」（企画ネット方式のコーナーとして2023年9月29日まで7:30 - 7:45に生放送）
  - 『てんコモリ!』時代に続いて、1日につき4曲を放送。1曲目と2曲目の放送中にパートナーと上泉のクロストーク、1曲目と3曲目の後にパナソニック製品のインフォマーシャル（当日のパートナーの声で事前に収録した音源）、3曲目の放送中に「お天気のお知らせ」（この時間帯のみパートナーが担当）、4曲目の放送中に「MBS交通情報」（前述）「鉄道情報」（上泉が担当）をはさんでいた。また、コーナー本編の前後（7:29.40 - 7:30とコーナー終了直後の20秒間）には、パナソニックからのCMが通常バージョンで20秒ずつ流れていた。

以下はいずれも、第4期の開始から2023年3月最終週まで「ええなぁ! 日替わりニュース」枠で放送。
- 「ツッコミ・ニュースランキング」（「深掘りツッコミ解説」とのセットで6:18頃から放送）
  - 放送日の前夜から本番の直前にまでに報じられたニュースから、ジャンルを問わずにランキングを作成。パートナーがベスト5方式で5位から順にヘッドライン（概要）を紹介した後に、当日出演のコメンテーターが、2項目程度のニュースに「ツッコミ」を入れる（物申す）。放送上は、パートナーがスポーツ・芸能関連のトピックスから1項目を伝えた後にランキングを発表していた。コメンテーターが「ツッコミ」を入れたい項目のヘッドラインをパートナーが読み上げるたびに、「ツッコミ!」という効果音を流していたことが特徴。
- 「私も言いたい!」（リスナーからのツイート紹介コーナーで全曜日の7:12頃から数分間放送）
  - 「＃ええなぁ」「＃いいたい」というハッシュタグを両方とも付けることを条件に、当番組で取り上げたニュースや、世間で話題の出来事についてリスナーがツイートから寄せた意見の一部を紹介していた。
- 月曜日
  - 「今週の気になる数字」
    - 開始の当初に編成。数量政策学者でもある高橋が、直近のニュースから気になる数字について徹底的に解説していた。

  - 「芸能トレンド注目度チェック」
    - 芸能・トレンド関連の主なトピックスを対象に、リスナーからtwitterの番組公式アカウントを通じて放送中にアンケート調査を実施。その結果から、リスナーの注目度が特に高いトピックスを紹介していた。
- 火曜日：「ええあぁお悩み相談室」
  - リスナーから寄せられた悩みに当日の出演者が答える企画で、2023年4月4日から1年間放送。他のリスナーからのアドバイスや、AIから導き出された回答も交えながら、いわゆる「最適解」を示すことを目指していた。
- 水曜日：「マネーなニュース」
  - 誰もが知りたい「マネー」（お金）関連のニュースについて、石田を中心に上泉・松川と語っていた。
- 金曜日
  - 「うわちゃん・まえはるのおまけコーナー」
    - 「うわちゃん」（上泉）と「まえはる」（前田春香）が放送週を振り返りながら、喋り足りないことなどを何でも喋る。タイトルは「だん吉・なお美のおまけコーナー」（関西地方では読売テレビで放送されていた中京テレビ『お笑いマンガ道場』のエンディングコーナー）にちなんでいて、開始当初のタイトルは「うわちゃん・前ちゃんのおまけコーナー」であった。

  - 「歌で振り返る!昭和VS平成・令和」
    - 昭和時代（昭和44年＝1969年）生まれの上泉と、平成時代（平成10年＝1998年）生まれの前田春香が、昭和・平成・令和の時代を彩った楽曲や歌手などをテーマに思い出話などを展開していた。前田のパートナー降板を機に終了。

### 第1期
いずれも、第2期では放送されていない。

#### 最終年度（2014年度）

##### 「今日のええワード」
- 本放送2年目に入った2010年4月5日放送分から開始。放送日を「ええ一日（良い一日）」にしてくれそうな「ええワード」（歴史上の偉人・現代の著名人などが残した「名言」やリスナーから寄せられた日常生活での「小言」）を紹介した後に、その言葉にちなんだ上泉からの一言とタイトルコールをはさんで、テーマソングを流す。基本として、古川が事前収録で「ええワード」の読み上げを担当。公式サイトでは、過去に放送で取り上げた「ええワード」 を掲載していた。
- 放送週によっては、1週間共通のテーマを設定したうえで、そのテーマに沿った「ええワード」を紹介。2012年までは、上泉が休暇や取材で当番組のスタジオに出演しない期間の放送に限って、上泉本人が事前収録で「ええワード」のナレーションを担当していた。
- 『MBSヨル隊 メッセンジャーあいはらの夜はこれから!』では、2018年度以降のオープニングで「じりはー（2018年度）→おっさん（2019年度）の、心に沁みる名文句」というパロディコーナーを設けている（「G線上のアリア」などのBGMもそのまま踏襲）。

##### 「記念日ええなぁ」
- 『上泉雄一のFANFANレディオ』から、タイトルを変更したうえで継続。リスナーから事前に送られたメッセージを基に、放送日の前後に誕生日や記念日を迎える（迎えた）人を全員紹介していた。
- 2011年3月上旬までは、当コーナーの冒頭で、放送日にまつわる意外な記念日や、放送日に誕生日を迎えた著名人も紹介していた。しかし、東日本大震災（同月17日）発生後の放送では、コーナーのタイトルコールを省略。オープニングトークに続いて、リスナーの誕生日や記念日だけを紹介している。

##### 「頑張れ!オリックス」
- オリックス・バファローズの選手と親交が深く、同球団のファンであることを公言している月曜パートナー・たむらの強い意向[131][132] で、2014年2月から月曜日の「セカンドオープニング」後半に通年で放送[133]。放送前週の試合のダイジェスト（プロ野球シーズンのみ）、選手からたむら宛てに寄せられたチーム内のエピソード、同球団主催試合・イベントに関する情報などを伝えていた。
- 当コーナーの放送が縁で、2014年9月25日（木曜日）の当番組終了後には、京セラドーム大阪のオリックス主催ナイトゲーム（対埼玉西武ライオンズ戦）でたむらが自身初の始球式に登板[134]。試合中には、上泉・たむら・藤本敦士（出演時点ではMBSラジオ野球解説者）の出演による応援番組『オリックスってええなぁ!』を、ドーム内FM（78.5khz）限定で放送した[135]。
- たむらが金曜日の週替わりパートナーへ異動した第2期では、月曜日の「週刊カネスポ」でオリックス関連の話題を扱う。
  - たむらは2018年度まで『ちちんぷいぷい』の月曜日にレギュラーで出演していたため、同番組では2018年シーズンまで、「ぷいぷい　with Buffaloes」と称するミニ企画を随時放送。たむらが『ミント!』月曜日のパネラーへ異動した2019年シーズンには上記の企画を放送していないが、同番組の「ぶち破れ!私、藤林虎子になります」では、当番組のレギュラー経験者である大吉がMC、藤林がコーナー進行、たむらがパネラーの1人として共演している。

##### 「うわちゃん聞いて!留守電ええなぁ」
- 番組専用の留守番電話に吹き込まれたメッセージの一部を、放送中（主に「セカンドオープニング」の後半）に再生。その内容に応じて、上泉や日替わりパートナー（金曜は週替わりゲスト）がトークを展開していた。
- 番組開始から2014年3月までは、後述する『特集ええなぁ』内の月1回企画（毎月第1週または最終週）として、『留守電ええなぁ!月間留守電大賞』を放送。過去1ヶ月間のメッセージ受付・放送件数を発表するとともに、番組スタッフが「惜しい留守電」「留守電大賞」に選んだメッセージ（各1件）を紹介していた。
- 水曜日（2012年から木曜日）の『特集ええなぁ!』では、毎年の最終放送において、留守番電話に寄せられた1年分のメッセージから「留守番電話・オブ・ザ・イヤー」を選出していた。しかし、2014年度には表彰制度を廃止。金曜日に移動した『特集ええなぁ!』で、「留守番電話を聴いてみよう」という企画を月に1回放送していた（大吉が進行を担当）。

##### 「特集ええなぁ」
- 月曜：『先週のHowmuch?ニュース』
  - たむらけんじが、上泉とともに、放送前週に起こったお金に関するニュースや話題（毎週3本程度）でトークを展開。コーナーの最後には、たむらの身辺で起こったお金関係の出来事を、「たむらけんじのおもしろHowmuch?ニュース」（2012年4月以降は「社長のHowmuch?ニュース」）として1本紹介していた。
- 火曜：『ええなぁ知恵袋』→『ええなぁ知恵袋デラックス』（2012年4月 - 2014年3月25日）→　『ええなぁ知恵袋スーパーデラックス』（2014年4月1日 - 2015年3月24日）
  - 『ええなぁ知恵袋デラックス』までは、リスナーから寄せられた身の回りの悩みを、リスナーの知恵で解決する趣旨で放送。上泉が紹介する数々の知恵から、奥野（武川）が最も納得した知恵をベストアンサー”に認定していた。また、コーナーの最後には、次週の放送に向けたお題として、リスナーからの悩みを紹介。次回の放送直前まで、1週間にわたって、リスナーからお題に見合った知恵を募っていた。
  - 『ええなぁ知恵袋デラックス』からは、鈴木が進行役を担当。リスナーからの悩みや知恵を紹介するとともに、補足情報やMBS社員からの意見を伝えるスタイルに移行した。『ええなぁ知恵袋スーパーデラックス』では、日常生活にまつわる疑問をリスナーから募ったうえで、寄せられた疑問を基に鈴木が調査した内容を報告。奥野がベストアンサーを認定する代わりに、鈴木が調査結果への感想を述べることでコーナーを締めくくっていた。
- 水曜：『のぞき見 女のマガジン』
  - 2012年4月から放送。同年3月まで金曜日に出演していた松井愛の進行で、直近に発売された女性誌の記事をテーマに、上泉・あいはらと男女の本音を語り合った。
  - 第1期の放送枠を引き継いだ『松井愛のすこ〜し愛して♥』では、松井がパーソナリティを務めることから、放送曜日・時間帯を変えずに『のぞき見! 男と女のマガジン』として放送している。
- 木曜：『お気軽☆ちょいレジャー♪』
  - 2014年4月3日から放送を開始した企画で、よしもとクリエイティブ・エージェンシー所属の若手芸人（守谷日和、トット、アキナ、祇園、矢野号など）を週替わりでリポーターに起用。週末に日帰りで楽しめるレジャースポットを紹介した。
  - 毎回のエンディングでは、次に紹介するレジャーを告知するとともに、リスナーからそのレジャーにまつわる思い出話を募集。翌週の放送では、メールの一部を上泉が読み上げる。なお、第1期の公式サイトでは、過去の放送内容と今後募集する「思い出レジャーメール」のテーマ を掲載。若手芸人が週替わりで登場する企画は、芸人の顔触れを変えながらも、第2期・木曜日の『今週、調べてきました』で再び実現している。
- 金曜
  - 週替わり特集
    - 番組開始から2012年3月までは水曜日、同年4月から2014年3月27日までは木曜日に月3回のペースで放送。開始当初は『上泉雄一責任取材』とのタイトルで、上泉による取材報告を中心に放送していた。その後は、週替わりの内容で、リスナーからの投稿企画や最新映画の紹介などに充てている。
      - 当コーナーで『責任取材』を放送していた時期には、前週に上泉が当番組の生放送を終えてから取材先へ直行。取材の対象は、話題の施設・サービス・現象の体験から、日常生活と関わりの深いテーマ（最近の墓地事情など）にまで及んでいた。また、毎年最初の放送では、前身番組『上泉雄一のFANFANレディオ』に続いて「オールザッツ漫才」を編成。吉本興業所属の若手漫才師3組が持ちネタとトークを披露していた。
      - 上泉による最新映画や新刊本の紹介企画は、第2期への移行を機に、『週末もええなぁ!』へ引き継がれている。

    - 2011年8月30日には、読売テレビの森たけしが、スペシャルパートナーとして当番組の全編に出演。この出演をきっかけに、『す・またん!』へ出演する同局のアナウンサーをゲストに迎えての特別企画「す・またんラジオ」を、年に1回のペースで放送していた[136]。
    - 2014年4月11日の放送から金曜日へ移動するとともに、大吉が進行を担当。板東をゲストに迎えた同月25日には、板東自身の不祥事に関する謝罪の意味を込めて、リスナーが謝っておきたいことを紹介する「ホンマすんまへん大賞」を放送した。

##### 「今出さんのお天気ええなぁ」
- 今出による最新の気象概況の解説と、気象に関するミニコーナーで構成。2014年度限りで毎日放送の気象キャスターを勇退した今出にとっては、MBSラジオの番組で最後にレギュラーを務めたコーナーでもある。
- 後半のミニコーナーでは、2011年5月27日の放送まで、今出が自ら「お天気ゆる川柳」や「お天気ゆるポエム」披露していた。しかし、今出からの申し入れによって、同年5月30日の放送からは「今出さんのお天気あるある」に一新。リスナーからの投稿による「気象あるある」について、毎回1つずつ今出が紹介・解説したうえで、番組スタッフが2種類の効果音で「あるある度」を評価するようになった。

##### 日替わり企画（11時台後半）
- 月曜：『ビタミンSお兄ちゃんのクイズ渡り鳥』
  - ビタミンSお兄ちゃんによる中継コーナー（月曜分）の後継企画として、2010年4月5日から放送。当番組の放送開始以来初めて、お兄ちゃんがスタジオにレギュラーで登場する。コーナータイトルの「渡り鳥」は、お兄ちゃんがモノマネの十八番にしている小林旭の代表作『渡り鳥』シリーズ（日活映画）にちなむ。タイトルコールの『クイズ渡り鳥』や、オープニングの挨拶でも、お兄ちゃんが毎回小林の声真似を披露していた。
  - 「プライベートでライブや演劇を鑑賞することが多い」というお兄ちゃんが、実際に鑑賞したライブや演劇の情景や感想を紹介。お兄ちゃんの近況や趣味の競馬予想に関するトークを交えた後に、鑑賞した作品の内容に関するクイズを、上泉・たむらへ1問出題した。
  - お兄ちゃんが火曜日に出演する第2期でも、坪田に代わってお兄ちゃんが全編のパートナーを務める場合に、「ビリギャル先生が教える学問のオススメ」の代替企画として17時台前半で復活させることがある。
- 火曜：『奥野史子のぶぶ漬け放談』
  - 2012年4月3日から放送。奥野が、日常生活で感じたことなどを気ままに語っていた。ちなみに、タイトルの「ぶぶ漬け」とは、京都弁で「茶漬け」を意味する。
  - 鈴木が全編にわたってパートナーを代演する場合には、鈴木の出身地茨城県の名産品である納豆にちなんで、『鈴木健太のねばねば放談』という鈴木メインのコーナーとして放送していた。
- 水曜：『シャンプーハットてつじの料理のてつじん』
  - 関西を中心に「つけ麺王子」の異名を取るてつじが、毎週1つのメニューをテーマに、プライベートで感銘を受けた飲食店やメニューの魅力を熱弁。コーナーの最後に、その店にまつわる独自の格言を披露していた。
  - 番組開始当初は、「つけ麺」をテーマに、数週にわたってつけ麺専門店を取り上げていた。以降は、毎週異なるテーマを掲げている関係で、紹介する店舗も多彩である。
  - コーナーの最後には、リスナーが勧める飲食店を紹介。その内容に応じて、てつじが評価を与えていた。
  - 後継番組『松井愛のすこ〜し愛して♥』では、放送曜日・時間帯を変えずに、『てつじのグルメ愛から手帖』にマイナーチェンジ。てつじの後輩芸人・吉田結衣（シンクロック）を、コーナーレギュラーに加えている。
- 木曜：『プロが教えます。お料理ひと工夫』（正式名称は「ええなあ料理人」、2012年3月29日まで）→『泰松流　お料理ワンポイント』（2012年4月5日から）
  - 『ちちんぷいぷい』（上泉が長年にわたってレギュラーで出演していたMBSテレビ平日午後の情報番組）の料理コーナー「キッチンぷいぷい」などで知られる高橋が、当コーナーにのみ出演。当番組の開始当初から2009年9月30日までは木曜日、同年10月8日から2010年6月22日までは火曜日に編成していた。ただし、2014年5月1日から6月28日までは、コーナーを休止していた。
  - 『お料理ひと工夫』時代には、リスナーからのリクエストに自身のアイデアを盛り込んだメニューを、放送とは別のスタジオで調理。上泉と出演曜日の女性パートナーが、放送中に試食していた。
  - 2012年4月5日の放送から、『泰松流　お料理ワンポイント』にリニューアル。料理に関するリスナーからの質問に応じて、高橋が料理のコツを紹介するスタイルに変わった。上泉・なるみは、そのコツによって調理を済ませた料理を試食する。
- 金曜：フリーゾーン
  - 12時の時報直前まで、リスナーからのメッセージ紹介、上泉とパートナーによるフリートーク、上泉による新作映画紹介などを放送。このゾーンにゲストを迎えることもあった。なお、第2期では、主に『週末もええなぁ!』で新作映画を紹介している。

##### 「アカペラおのど自慢」
- リスナー参加のカラオケコーナーで、12時の時報明けに放送。事前の公募によって選ばれたリスナー（毎日1名）が、BGMのない状態で、電話を通じて歌を披露していた。歌を披露するリスナーの年代や、披露される歌のジャンルは多彩で、出演したリスナーには賞品と番組グッズを進呈。ただし、2010年頃からの春休み・夏休み期間には、「アカペラおのどキッズ」と称して出場者を小学生以下に限っていた。
- 2009年の途中までは、3段階の鐘の音で判定を出す趣向になっていた。その後は、歌の出来にかかわらず、参加者がワンフレーズを歌い切った時点で同じ鐘の音を流している。
- 当コーナーから派生した特別企画として、カラオケスタジオからの中継による『おのど自慢スカウトキャラバン』や、2名1組で参加できる『デュエットおのど自慢』などが放送されたことがある[137]。
- 2011年3月14日から同年4月1日までの放送では、『今出さんのお天気ええなぁ!』における「お天気ゆるポエム」（前述）と同じく当コーナーを休止。radiko経由で当番組を聴取できる東日本大震災の被災者に向けて、出演者やリスナーからのメッセージを添えながら、リクエスト曲を毎回1曲放送していた。なお、4月1日にradikoの配信エリア制限が復活したことを機に、4月4日の放送からは当コーナーを再開している。
- 第1期の最終週（2015年3月23日 - 26日）には、過去の出場者から特に強い印象を残した「おのど自慢レジェンド」が、スタジオで連日アカペラを披露。最終放送日（同月27日）には、「お天気ええなぁ!」を終えたばかりの今出が特別に出演した。
- 長居公園で毎年開かれる「MBSラジオまつり」では、当コーナーの放送開始を機に、番組側で推薦した「おのど自慢レジェンド」による『アカペラおのど自慢　グランドチャンピオン大会』をステージ企画として実施。生ワイド番組のパーソナリティ・レギュラー出演者が一堂に会するMBSラジオの特別番組でも、当コーナーから派生した番組対抗のカラオケ企画を放送するようになった。第2期の移行を機に当コーナーを終了してからも、このような企画を継続している。

##### 中継コーナー（金曜）
- 井上智栄子（2011年7月1日から彩羽真矢）が、週末にお勧めのスポットからの生中継で出演したコーナー。
  - 彩羽が出演を始めてからは、『こんちわコンちゃんお昼ですょ!』の水曜日に放送されていた「街角ステーション」（トヨタ自動車単独提供・NRN加盟局の企画ネットによる同社販売店からの生中継コーナー）を、当番組の中継コーナーとして内包。「今週のオスカル様」（かつて宝塚歌劇団の女優として活動していた彩羽が、中継先のお勧め情報を「ベルサイユのばら」のオスカル風に紹介するコーナー）で中継を締めくくっていた。第2期への移行後も、当コーナーは放送曜日・時間・内容やリポーターを変えずに、『松井愛のすこ〜し愛して♥』内で継続。
- 番組開始から2009年9月までは水 - 金曜日、2010年3月までは月・木・金曜日、2010年6月までは木・金曜日にそれぞれ放送。リポーターを日替わりで登場させていた。ちなみに井上は、開始当初から金曜日の中継を担当している。
  - 月曜日：ビタミンSお兄ちゃんが施設・イベントを中心に、中継リポート（2009年9月までは水曜、以降は月曜）を担当。また、『おのど自慢スカウトキャラバン』の中継リポーターも兼務。その場合には、中継先のカラオケスタジオから12時前後に登場していた。『お兄ちゃんのクイズ渡り鳥』（前述）の開始を機に、2010年3月末でコーナー終了。
  - 木曜日：大吉がオープンしたばかりのお店や女性向けのサービスなどをリポート。中継の最後には、「大吉（だいきち）チャンス」と称して、取材先の担当者からリスナー向けのプレゼントや特典を提供される趣向になっていた。『大吉洋平のザッツ　ワールドトレンド!!』（後述）の開始を機に、2010年7月1日の放送でコーナー終了。

##### 不定期企画
『大吉洋平のザッツ ワールドトレンド!』（「特集ええなぁ!」木曜日 → 金曜日）
- 2010年7月1日から2012年3月29日まではレギュラーで放送。2010年6月まで当番組の中継リポーターを務めた大吉をスタジオ進行役に、世界各国で流行するグッズや、話題のスポットなどを取り上げる。
- 放送上のタイトルは、『大吉洋平のザッツ　ワールドトレンド! How Cool?』。海外留学・取材の経験が豊富な大吉は、英語で「ええなぁ!」を意味する"How Cool?"を流ちょうな発音で紹介するほか、コーナーの随所で海外での経験談を披露する。レギュラー放送時代の中期からは、日本国外のトピックスに加えて、自身と同じ20代に流行している言葉・現象・ブランドも「日本発のトレンド（From Japan）」として紹介・解説していた。
- レギュラー放送時代には、大吉が『ちちんぷいぷい』の海外取材で出演できない週に、当コーナーを上泉・なるみによる女性リスナー限定の投稿企画「私の秘密」を差し替えたことがあった。
- 大吉の出演日を金曜日に変更した2012年4月以降も、「特集ええなぁ!」木曜日では、当コーナーを年に数回のペースで放送。第2期への移行後も、大吉が木曜日の「知ってええなぁ!ちなみNEWS」を担当する場合には、当コーナーで扱うような世界各国の話題を取り上げている。

#### 2013年度までに終了
『世界の国からアメマ』（月曜）
- 2009年7月23日から放送開始。当時アースマラソンに挑戦していた間寛平が、大西洋上を航行中のヨットや、滞在先から衛星電話で生出演。スタジオの上泉、たむら、武川とつなぎながら、近況を報告した[138]。間の滞在先との時差の関係で、2009年8月31日以降は、『こんちわコンちゃんお昼ですょ!』月曜日で放送。

『ええなぁ米 成長日記』（「特集ええなぁ!」水曜日）
- 「上泉雄一責任取材」と西日本高速道路サービスによる共同企画として、2010年5月から9月まで、おおむね月1回のペースで放送。上泉と番組スタッフが同年5月23日に兵庫県丹波市の水田へ苗を植えたコシヒカリについて、水田の管理・運営を担当する株式会社マイファーム（農園運営会社）の現地スタッフからの報告を交えながら、生育状況を紹介していた[139]。

『大月勇のトレンドトレンド』（「特集ええなぁ!」木曜日）
- 『上泉雄一のFANFANレディオ』火曜日で大月が担当していた「新品さんいらっしゃい」からの派生企画として、当番組の開始当初から2010年6月24日まで放送。「（大月の特徴である）大きな鼻で流行をクンクンかぎ取る」を合言葉に、世間で流行している現象・言葉・エンターテインメントや、面白グッズなどを紹介していた。
- 話題によっては、大月が自ら取材の結果を報告することもあった。2010年に入ってからは、放送前日までの1週間におけるgooの検索ワード急上昇ランキングベスト5の紹介を中心に構成。該当する言葉に関連する商品を、上泉とパートナーが試用・試食・試飲する趣向になっていた。

以下の企画はいずれも、火曜日の11時台後半に放送。
『WE LOVE KYOTO』（2010年6月29日 - 2011年6月14日）
- グルメコーナーの放送曜日変更を機に放送開始。京都生まれ・京都在住の奥野にちなんで、「私だけが知っている京都」をテーマに、奥野やリスナーからの取っておき情報を週替わりで紹介していた。奥野の産休を機に終了。

『大阪マラソンへの道』（2011年8月2日 - 10月25日）
- 上泉が第1回大阪マラソンで人生初のフルマラソンに挑むことにちなんで、『WE LOVE KYOTO』の休止を機に放送を開始した。ちなみに上泉は、第1回のマラソンを4時間30分13秒で完走すると、第2回以降も完走を続けている。

『ええなぁ ケータイ for LIFE』（2011年10月4日 - 2012年3月27日）
- NTTドコモの1社提供コーナーで、最初の1ヶ月間のみ、12時台の交通情報の後に放送。同社が毎年開催する「iのあるメール大賞」との連動企画として、過去の受賞作品を朗読していた。
- 放送枠を移動した2011年11月からは、携帯電話にまつわるリスナーのエピソードや、NTTドコモが提供する携帯電話向けの新しいサービスなどを紹介。同社の担当者をスタジオに招いたり、同社との連動イベントを大阪市内で開催したりすることもあった。

『週刊ええなぁフライデー』→　『ええなぁフライデーハイパーーーーー!!』（2009年4月10日 - 2014年3月28日）
- 放送前日までに入ってきた芸能・社会・スポーツ関連のニュースから、軽めの話題を3本程度紹介。その話題について、出演者でフリートークを展開した。
- 『週刊ええなぁフライデー』時代の正式名称は、「芸能ニュース　ええなぁフライデー」。コーナー開始から2009年8月末までは武川、同年9月から2012年3月まで松井愛が進行役を務めていた。
- 2012年4月のリニューアルで、コーナータイトルを『ええなぁフライデーハイパーーーーー!!』に改めた。また、番組開始から同年3月まで木曜日に出演していた大吉が、水曜日に異動した松井愛の後任で進行を担当。自身が注目したニュースを「ハイパーチョイス」として紹介したほか、『大吉洋平のザッツ ワールドトレンド』の流れを汲むトレンド情報「大吉（だいきち）チョイス　ハイパーニュース」をコーナーの最後に組み込んでいた。

以下は、第1期の序盤に放送されていたグルメ企画。
- 月曜：『音で味わうグルグルグルメ』
  - 『上泉雄一のFANFANレディオ』から続いた企画で、当番組からたむらけんじが参加。ラジオを通じてリスナーに味を伝えるべく、商品を試食していた。
- 火曜：『行かずに食べる 日本列島グルめぐり!』
  - 正式名称は「行かずに食べる 47都道府県全県グルめぐり!」。毎回1都道府県1品のペースで、全国各地から取り寄せた名産品を紹介。上泉と奥野がスタジオで試食していた。
- 金曜：『スイーツ う〜んおいティー』（正式名称は「素敵なティータイム う〜んおいティー」）
  - 出演時点で現役の大学生だった赤松が推奨するスイーツと、そのスイーツに合うお茶を紹介。上泉と週替わりゲストが試食・試飲しながら、当時の女子大生事情などをテーマに、トークを繰り広げていた。

### 第2期・第3期
16時台前半に「お天気のお知らせ」、16:20頃に「MBSニュース」、16時台・17時台に「MBS交通情報」とラジオショッピングコーナー を1回ずつ放送（金曜分は『福島のぶひろの、金曜でいいんじゃない?』でも継続）。「MBSニュース」を担当するアナウンサーは、原則として『ネットワークTODAY』でもニュースを伝える。

#### 最終年度（2021年度）
2017年には、2月から毎月最終金曜日が「プレミアムフライデー」に充てられることにちなんで、3月31日から毎月最終金曜日に「（『通常の放送より高価・高級』という意味で）プレミアム」なプレゼントを抽選でリスナーに進呈。4月3日（月曜日）放送分からは、オープニングトークが一段落した後に、当日の放送予定をコーナー単位で上泉が紹介している。

##### 共通コーナー
- 「知ってええなぁ! ちなみNEWS」（15:50頃 - 16時台前半）
  - 16時の時報をはさんで放送。上泉の後輩アナウンサー（前述）が、放送当日の主なニュースを、補足情報（予備知識や当事者・専門家からのコメント）とともに詳しく伝えていた。2017年9月29日までは、当コーナーの直前に『ドライバーズ・リクエスト』を内包している。
  - 取り上げるニュースのジャンルは、時事問題、事件、芸能、スポーツ、各種調査の結果など多岐にわたる。ニュースによっては、当事者・有識者（福本容子[141]・富坂聡・品田英雄・玉木正之など）と電話をつないだり、芸能人・作家・アスリートをゲストに迎えたりすることがあった。
    - 2016年9月25日（金曜日）放送分までは、進行担当のアナウンサーが、ニュースの項目ごとに「ちなみに」という枕詞を付けながら補足情報を紹介していた。同月28日（月曜日）放送分から構成を一新。16時の時報（2017年10月以降は15:50頃）まで「ちなみにトピックス」（主なニュース数項目）を手短に伝えたうえで、当事者・有識者による（電話またはスタジオでの）解説などを交えながら、番組側が特に注目したトピック1項目（メイントピック）を掘り下げるようになった（補足情報の紹介も継続）。なお、当コーナーにゲストがスタジオや電話で出演しない場合には、当日の進行アナウンサーが「ちなみにトピックス」やメイントピックの事前調査も担当していた[142]。

  - 2019年9月27日まで放送されていた金曜日に嘉門がパートナーを務める場合には、休演期間中に報じられた主な話題・事件・スキャンダルを基に替え歌を作ったうえで、当番組で初めて披露していた。初年度（2015年度）には本編のオープニング直後に歌っていたが、2016年度からは当コーナーの冒頭か終盤で披露することが多かった。
  - 2018年1月24日以降の水曜日（2018年4月以降は木曜日）では、『ちちんぷいぷい』で「ニュースのおっちゃん」として知られた石田が、ニュース解説を担当していた。当初は最終水曜日限定で担当していたが、最終木曜日のみの出演を経て、同年6月14日から毎週木曜日に解説。石田による毎日放送制作番組へのレギュラー出演は、『ちちんぷいぷい』を2017年9月29日（金曜日）放送分で勇退してから初めてで、MBSラジオでは『嘉門達夫のどんなんやねん!』の終了（2014年3月26日）以来である。
  - 2018年9月3日（月曜日）には、『ごぶごぶ』（MBSテレビ）のロケで毎日放送の本社を訪れていた浜田雅功（ダウンタウン）と尾上右近が、当コーナー[143] を放送中のスタジオに突然出演。当番組に加えて、同月25日の『ごぶごぶ』でも、その模様が放送された[144]。
  - 村瀬が火曜日のパートナーを務めていた時期には、「村瀬先生の初お耳学」という企画を、2018年10月から2020年3月まで毎月偶数週（第2・第4週）に放送。毎日放送東京支社が制作するTBSテレビ系列の全国ネット番組『林先生の初耳学』（東進ハイスクールにおける村瀬の同僚・林修による冠番組で2021年4月から『日曜日の初耳学』に改称）さながらに、放送時期の話題にちなんだ雑学の知識の有無を、上泉と村瀬に問い掛けていた。当時火曜日の進行アナウンサーだった松本は、この企画を放送する日のみ、『 - 初耳学』での大政絢（初耳学コンシェルジュ）に相当する役割で出題と解説を担当。出題した雑学を上泉も村瀬も知らない場合には、その雑学を「初お耳学」に認定していた。
- 「ええなぁ! マメッチクイズ」（16時台『MBSニュース』の直前）
  - 2017年度最初の放送（4月3日）から開始したリスナー参加型クイズで、（過去を含む）放送日の出来事にちなんだ豆知識をテーマに作成した問題を、上泉（休演時にはパーソナリティ代理）が毎日1問ずつ出題。『ネットワークTODAY』の直前までリスナーから電子メールやFAXで回答を受け付けた後に、エンディングで正解を発表した。正解者には、番組グッズのクオカードを、毎日抽選で3名にプレゼント。放送週によっては、食品などのプレゼントが加わることもあった。
  - 「MBSラジオ スペシャルウィーク」期間中の放送では、毎日3回抜き打ち方式で実施するとともに、放送の内容にちなんだキーワードと賞金を設定。参加を希望するリスナーをあらかじめ募るとともに、1回につき1名のリスナーにスタジオから電話を掛けたうえで、キーワードを答えられたリスナーにクイズの解答権を与える。ただし、2019年6月の「スペシャルウィーク」では、このクイズに代わって「何時になっても9時クイズ」（『ありがとう浜村淳です』の「9時クイズ」がベースの平日帯ワイド5番組共通企画）を実施した。
    - クイズ自体は、通常と違って二者択一形式で出題。応募済みのリスナーが指定されたコール数以内に電話へ出なかった場合や、電話に出たリスナーがキーワードを答えられなかった場合や、電話でキーワードに答えられたリスナーがクイズに正解できなかった場合には、当該回で用意していた賞金をキャリーオーバー形式で次回以降の賞金に上乗せする。
    - MBSラジオ全体で「スペシャルウィーク」に代わって「ドリームウィーク」を初めて設定した2019年12月第2週（9 - 12日）の放送では、電話による視聴者への抜き打ち出題はなく、レギュラー放送と同様に対応している。ただし、9日（月曜日）放送分では、エンディングで放送する内容をリスナーに予想させるクイズを初めて出題。当日の本番前に収録されたばかりのクリスマスシーズン用ジングル向けに、藤林が歌った楽曲を予想させたうえで、エンディングで正解（『ジングルベル』）のジングルを初めて流した。

##### 日替わり特集

###### 16時台
- 月曜日：「ぐるっとご当地看板娘」（2020年4月6日 - 2021年9月27日）
  - 日本全国の観光大使や（旅館・ホテル・商店街・名店などの）「看板娘」と呼ばれる女性に電話をつないだうえで、その土地ならではの情報を聞きながら、リスナーを旅にいざなっていた。
  - 藤林が「知ってええなぁ!ちなみNEWS」を担当していた時期には、当コーナーにも出演していたほか、自身のモノローグを収録した音源をオープニングで放送。自身も出身地の福井県から「ふくいブランド大使」を委嘱されていることから、2020年6月8日放送分では、自ら「看板娘」として故郷の魅力を福井弁で紹介した。藤林の降板後（2021年4月5日以降）も放送を続けたが、後任の女性アナウンサーは基本として出演せず、上泉と金村だけで進行していた。ただし、最終回の放送日が山崎の「知ってええなぁ!ちなみNEWS」担当日と重なっていたため、最終回では山崎も「看板娘」として出身地（熊本県）の魅力をスタジオで語っている。
  - 2021年3月23日放送分では、早稲田大学4年生で栃木県足利市在住（いずれも当時）の富山詠美が、「第9代足利ミス織姫」としての活動の一環で当コーナーに電話出演。同年4月1日付でアナウンサーとして新潟テレビ21（テレビ朝日系列のフルネット局）へ入社することが内定していたため、大学の先輩に当たる上泉[145]から卒業・「ミス織姫」任期満了後の進路を訊かれた際に、「地元（足利市）を離れて東北地方の放送局にアナウンサーとしてお世話になる」と答える一幕があった。
- 火曜日：「（中継!）茶屋町のお兄ちゃん」（2020年4月7日 - 2021年9月28日）
  - ビタミンSお兄ちゃんの冠コーナー。開始当初は、第1期で毎週金曜日に放送していた生中継企画を、毎日放送本社の周辺（茶屋町）限定で復活させることを予定していた。しかし、実際には同年6月16日まで「茶屋町のお兄ちゃん」というスタジオ企画として放送。リスナーから「お兄ちゃん」（実兄）にまつわるエピソードを募集したうえで、その一部を上泉・奥野へのクイズ仕立てで紹介していた。同年3月の時点で大阪府内などを中心に新型コロナウイルスへの感染が拡大していることを踏まえて、MBSラジオが4月上旬から（他の自社制作番組を含めて）生中継企画を一時休止していたことによる。
  - 上記の生中継企画については、2020年6月23日から放送。茶屋町界隈の通行人を取材したうえで、中継への出演を承諾した人を登場させるとともに、その人自身や家族にまつわるエピソードを上泉・奥野へのクイズ仕立てで紹介していた。しかし、2021年に入ってから、リスナーが電話で参加できる企画に再変更。自身や家族に関するエピソードをテーマに、電話を通じて上泉・奥野にクイズを数問出題していた。
  - お兄ちゃんは基本として、このコーナーを終えてから、エンディングまでスタジオに登場。パートナー代理として「知ってええなぁ!ちなみNEWS」から出演する場合にも、当コーナーの中継でいったん中座していた。当番組には第1期から12年半にわたって皆勤していたが、当コーナーの最終回が放送された2021年9月28日で卒業。
- 水曜日：「誰かのつ・ぶ・や・き」（2020年4月8日 - 2021年9月22日）
  - 当番組のリスナーが「#ええなぁ」「#ええなぁ水」というハッシュタグを付けてtwitterで発信したツイート（つぶやき）を、「twitterの達人」ことヤナギブソンが紹介するコーナー。紹介したツイートの発信者に向けて、ヤナギブソンが指南することも想定していた。
  - 「宇宙紐」という（周囲から置いてきぼりにされた言動や行動を「命綱の切れた宇宙飛行士」になぞらえた）言葉を流行らせようとしているヤナギブソンの意向で、17時台に「ビバ!ええなぁ遺産☆」を放送していた時期（2018年8月22日）からは、不定期で「宇宙紐大賞」を放送。「宇宙紐」に当たると思われるエピソードをリスナーから募ったうえで、その一部について、「宇宙紐」に該当するか否かをヤナギブソンが判定していた。ちなみに、第2・3期における水曜分の最終放送（2021年9月29日）では、「誰かのつ・ぶ・や・き」に代わって「宇宙紐大賞フォーエバー」を編成。
- 木曜日：「開運!なんでやねん鑑定団!」（2020年4月2日 - 2021年9月30日）
  - 杉本のレギュラー起用を機に放送を開始。リスナーから寄せられた「なんでやねん」（「なぜ?」というニュアンスの関西弁）と言いたくなるエピソードの一部を熊本県出身の杉本が紹介したうえで、上泉と村瀬が「鑑定」していた。コーナータイトルは、『開運!なんでも鑑定団』（テレビ東京制作、関西地方ではテレビ大阪で放送）にちなんでいる。

###### 17時台
- 月曜日：「週刊カネスポ」（2015年3月30日 - 2021年9月27日）
  - 野球解説者の金村と、スポーツ実況の経験を持つ上泉が、放送前週のスポーツ（主に阪神タイガースやオリックス・バファローズ）の話題を自由に語り合っていた[146]。テーマソングは『スポーツ行進曲〜ディキシーランド編』[147]。
  - 当コーナーで収まり切れなかった話題については、リスナーからのメッセージを交えながら、『ネットワークTODAY』の直後からエンディングまでの間に紹介。著名なプロ野球OBが現役選手時代にレコードで発表した楽曲を流したり、金村と親交の深い球界関係者を招いたりすることもあった。
  - 2019年の初回放送（1月7日）から、2021年3月29日までは藤林も同席。「知ってええなぁ!ちなみNEWS」と同じパターンで、金村が取り上げるトピックの概要を最初に紹介していた（前年の最終放送までは上泉が担当）。2019年のプロ野球シーズン中は、基本として、『ミント!』の「藤林虎子」を経て当コーナーに登場していた。藤林の降板後は、基本として金村と上泉のみ出演。前半でNPB（主に阪神）やゴルフ関連のトピック、後半で（上記のトピックを除く）放送前週のスポーツの主なトピックスを取り上げるとともに、当日の「ちなみNEWS」担当アナウンサーがトピックの概要をナレーションで伝える方式に変更された。
  - 祝日にスポーツ中継との兼ね合いで当番組の放送時間を短縮する場合には、同コーナーを組み込む格好で、「週刊カネスポ&ちなみNEWS」としてまとめて放送していた。
  - 金村が休演した2019年3月4日には、高校野球に詳しい冨好・いけだをプレゼンターに迎えたうえで、「高校野球ベスト・オブ・怪物選手権」という特別企画を実施。リスナーからのメッセージを交えながら、「怪物」と呼べるほど偉大な記録や強烈な印象を全国大会で残した高校球児を、「投手」「打者」「運命の1球」という部門別に野球さながらの表裏順で紹介した（「表」いけだ→「裏」冨好）。藤林がウグイス嬢風のアナウンスで進行を担当。
  - 金村自身は第4期（平日早朝版）にレギュラーで出演しないが、第4期の初日（2021年10月4日）からは、『金村義明のええかげんにせぇ〜!』が「夕方もポチっとMラジ」月曜枠の通年番組として第2・3期月曜分の放送枠を継承。金村は、新たなパートナー（井上雅雄と舞夢プロ所属のタレント・福良美恵）を相手に、当コーナーで展開されたようなトークを続けている。
- 火曜日：「人生の別れ道、こっちがええなぁ」（2020年4月7日 - 2021年9月28日）
  - 大きなことから小さなことまで、「人生の別れ道」になりそうな二者択一式のテーマについて、上泉、奥野、ビタミンSお兄ちゃんが議論しながら、番組としての結論を導き出すコーナー。twitter上の番組公式アカウントでは、当日のテーマに関するアンケートを放送中に実施していた。
  - 「二択deアドベンチャー」（奥野が2020年3月まで出演していた水曜日の「知ってええなぁ!ちなみNEWS」内で月に1回放送された企画）の系譜を継ぐレギュラーコーナーで、当日の「知ってええなぁ!ちなみNEWS」進行アナウンサーが、テーマのアナウンスを担当。結論を出す前には、twitterで寄せられた選択肢ごとの回答比率をお兄ちゃんから発表していた。
- 水曜日：「ええなぁかわら版」（2020年4月8日 - 2021年9月29日）
  - 「ニュースのおっちゃん」石田英司と、単独では「時事ネタ芸人」としても活動するヤナギブソンが、放送までの1週間のニュースの中から気になる出来事を、独自の情報を交えながら語っていた。
  - 石田の木曜パートナー時代（2020年3月まで）に同曜日で放送されていた「しゃべりたいんやトピックス」（後述）の後継企画に当たるが、女性スタッフによる瓦版屋の呼び込み風のアナウンス音源から本編を始める点や、石田・ヤナギブソンが取り上げるニュースの概要を当日の「知ってええなぁ!ちなみNEWS」進行アナウンサー（松本）が最初に伝えている点が異なる。また、ヤナギブソンのトークパートには、若手芸人時代の愛称にちなんで「ギブちゃんかわら版」というタイトルを付けていた。
- 木曜日：「クイズで学ぼう!!村瀬塾!」(2020年4月2日 -  2021年9月30日）
  - 中学校や予備校で地理を教えている村瀬が、地理に関して”ため”になる知識を、上泉・杉本に対する3問程度のクイズで紹介[148]。勝者には、村瀬にとってとっておきの一品を進呈した。ただし、飲食物を進呈する場合には、村瀬自身も放送中に試食していた。

2017年から2020年までのNPBドラフト会議開催日（基本として10月中 - 下旬の木曜日）には、当コーナーの時間帯に、ニッポン放送の制作による会議の生中継 から1巡目の指名シーンのみ同時ネットで放送。ネット開始の初年度（2017年）には、会場へ派遣されていた市川からの電話リポートを組み込んだ。MBSラジオが2016年度（『みんなでホームイン』）までプロ野球オフシーズンの平日夕方に編成していたスポーツ情報番組枠 が、2017年度以降のナイターオフ編成で消滅していることに伴う措置で、当日は毎日放送のスポーツアナウンサーが「知ってええなぁ!ちなみNEWS」と中継の直前に出演。1巡目指名の仕組みや、上位指名が予想される有力選手を紹介していた。
- 2020年には、新型コロナウイルス感染拡大の影響でNPBのシーズン日程が当初の予定から大幅に変更されたことに伴って、NPBがドラフト会議の開催日を10月26日に設定。例年と違って月曜日（金村の出演日）に開催されたため、前述した「週刊カネスポ」でニッポン放送制作の生中継を内包していた。2021年には、早朝枠移動翌週の10月11日（月曜日）に開催されたため、「夕方もポチっとMラジ」の月曜枠に通年番組として組み込まれた『金村義明のええかげんにせぇ～!』に内包。

#### 2020年度までに終了
- 「ビバ!ええなぁ遺産☆」（水曜17時台、第2期開始 - 2017年3月15日および同年10月4日 - 2019年11月6日）
  - 40代である上泉・奥野の幼い頃に身近にあったグッズの中から、最近はあまり見掛けないにもかかわらず、現在でも世間に出回っているグッズや作品を「ええなぁ遺産」と定義。ヤナギブソンが、上泉・奥野への三者択一クイズをはさみながら、毎回1種類の「ええなぁ遺産」について現状や秘話を紹介していた。
  - 開始当初は、ヤナギブソンからの紹介内容を基に、上泉・奥野が「ええなぁ遺産」への認定の是非を判断していた。その後は、ヤナギブソンが紹介するグッズや作品を、すべて「ええなぁ遺産」とみなしている。
  - コーナーの最後には、翌週に取り上げる「ええなぁ遺産」を発表したうえで、関連するエピソードをリスナーから募集。翌週の放送では、上泉・奥野自身の思い出話を交えながら、エピソードの一部を紹介していた。
  - 2017年3月22日から同年9月27日までは、当企画を中断したうえで、「ヤナギブソンのこだわりますター☆」を放送。リスナーがこだわっていることに関するメッセージを募集するとともに、その一部を紹介していた。最後に、紹介したメッセージの投稿者に向けて、ヤナギブソンが自作の「こだわりラップ」に乗せてさまざまなアイデアを披露した。
  - 2017年10月4日から2019年11月6日までは、「ビバ!ええなぁ遺産☆シーズン2」として放送を再開。趣旨は再開前と変わらないが、「ヤナギブソンのこだわりますター☆」の流れを汲む格好で、ヤナギブソンが自作の「ショートラップ」に乗せてクイズの正解を明かすようになっていた。
- 「どっちのMan&Woman」（水曜16時台、第2期開始 - 2015年5月13日）
  - 男と女の悩みに関するリスナーからのメッセージに対して、上泉が男性、奥野が女性の立場から意見を披露。さらに、双方の意見に共感するリスナーからメッセージを募集したうえで、メッセージ件数の比率を基に意見の共感度を競い合った。放送上は、コーナータイトルの由来になった『Man & Woman』（MY LITTLE LOVERのデビュー曲）をテーマソングに使用。本編のエンディングでは、意見ごとのメッセージの比率を紹介したうえで、比率の高かった意見を「ベストアンサー」に認定していた。2020年4月から火曜日の16時台に放送する「人生の別れ道、こっちがええなぁ」でも、当コーナーの内容を事実上踏襲。
- 「発令!テンション下がる注意報」（木曜16時台、第2期開始 - 2020年3月26日）
  - 「テンションが下がる出来事」への注意喚起を兼ねたリスナー投稿企画。該当する出来事に関するメッセージを募集したうえで、当日の「知ってええなぁ!ちなみNEWS」を担当したアナウンサーが、その一部を紹介した。パートナーが「テンションが一番下がる」と判定したリスナーには、番組特製のクオカードを1枚プレゼント。
  - コーナーのテーマソングには、『お・ま・えローテンションガール』（グループ魂に柴咲コウが）を使用。コーナー開始当初のエンディングでは、出演者やスタッフなどがテンションを上げるために聴く楽曲（テンションアゲアゲソング）の一節を、週替わりで流していた。
- 「密告!ヒミツの○○ちゃん!」（木曜17時台、第2期開始 - 2015年5月14日）
  - リスナーだけが知る家族・知人・隣人・同僚などの秘密や、リスナー自身の隠し事などに関するメッセージを匿名で募集したうえで、その一部を紹介した。
- 「みんなのbest3」（水曜16時台、2015年5月20日 - 2015年12月23日）
  - 週替わりで設けたテーマ（「無人島に持っていきたいものbest3」など）について、上泉と奥野が自分なりの「best3」を、3位から順に発表していた。リスナーからも、「best1」に選んだ理由を明記することを条件に、「自身にとってのbest3」に関するメッセージを放送日の16:30まで募集。放送では、上泉・奥野の「best3」を発表した後に、メッセージの一部を紹介した[151]。
- 「今週、調べてきました」（木曜16時台、2015年5月21日[152]　- 2016年9月29日）
  - よしもとクリエイティブ・エージェンシーに所属するお笑いコンビ（なるみの後輩）が週替わりで担当する調査企画。週替わりで設けられるテーマについて、頭脳と肉体を駆使しながら、放送日までの1週間にわたって調査した結果をスタジオで報告した。調査を担当する芸人に対して、番組側から1件につき5,000円の調査費が支給されることが特徴。
- 「ええなぁ酒場」（月曜16時台、2015年10月5日 - 2015年12月21日）
  - 日本盛の単独提供コーナーとして、「オヤジ向上委員会」に続いて放送。「ええなぁ酒場」という架空の酒場を舞台に、唎き酒師の資格を有する前田が「若女将」に扮して、「常連客」役の上泉・金村と日本酒にまつわるトークを展開した。放送週によっては、前田が日本酒に合うつまみを作ったうえで、上泉・金村に振る舞うことがあった[153]。
  - 2016年4月2日から6月25日まで、および同年10月1日から2017年9月30日まで、当コーナーから派生した単独番組『日本盛プレゼンツ 居酒屋阿希子』を毎週土曜日の17:45 - 17:59に放送。当番組から前田が「若女将」として出演したほか、2017年8月放送分では、金村を「マンスリーゲスト」に迎えていた。
- 「ザッツ!ええなぁSONG」（水曜16時台、2016年1月6日 -  2016年3月30日）
  - 上泉と奥野にとっての「テンションの上がる曲」を交互に1曲ずつ流しながら、曲にまつわるエピソードを語り合ったコーナー。最終日の放送では、奥野が全編にわたって休演したため、本来は17時台にのみ出演するヤナギブソンが上泉のパートナーを務めた。
- 「魔が差しましたね? あなた」（水曜16時台、2016年4月6日 - 2020年3月25日） 
  - リスナーから、自身や知人の魔が差した出来事に関するメッセージを募集。その一部を上泉が紹介したうえで、奥野と共に、「魔」という単位で「魔が差した度」を評価していた。
  - 放送上は、上泉・奥野が持つ評価点を最高でそれぞれ「5魔」、2人による最高の評価点を「10魔」に設定。評価点が「8魔」以上のリスナーには番組特製のクオカードを1枚、「10魔」のリスナーには2枚を進呈した。
  - 昭和歌謡が好きな福島の独唱によるタイトルコール[154] の収録音源を、オープニングとエンディングで流すことが特徴。偶数月の最終水曜日には、スペシャル版を放送していた。
  - 2020年4月改編でのリニューアルに伴って終了。最終回では奥野の休暇と重なっていたため、パートナー代理のヤナギブソンが評価に加わっていた。
- ｢あめちゃん舐めて癒されたい 私の周りの塩対応｣（火曜16:55頃 - 17:00、2016年9月5日 - 2016年11月1日）
  - 「あめちゃんでつながろう!プロジェクト」（MBSラジオの本放送開始65周年を記念した味覚糖とのコラボレーションによる期間・地域限定プロジェクト）との連動企画として、上泉が同プロジェクトで「塩の花」（味覚糖の飴製品）のPRを任されたことにちなんで、リスナーから塩対応（他人から受けた冷たい対応）にまつわるエピソードを募集するとともに、その一部を紹介した。エピソードを採用されたリスナーに、「塩の花」3袋とクオカードを進呈。
- 「街角ヴォイス!　関西人の腹のうち!」（金曜16時台、第2期開始 - 2017年3月31日）
  - かみじょうによる事前収録のインタビュー企画で、関西圏で話題のスポットを舞台に、通行人や利用客に対してインタビューを敢行。その音源や、かみじょうからのスタジオ報告を通じて、関西出身・在住者の本音に迫った。
- 「赤丸急上昇!売れてる理由を当てまショー!」（火曜16時台、第2期開始 - 2017年6月20日）
  - ビタミンSのお兄ちゃんが、放送日の直近時点で売れ行きの良いグッズや、ヒットの予感が漂うグッズをスタジオに持参。そのグッズの使い道に関するクイズを上泉・坪田に出題したうえで、質疑応答を通じて、グッズが売れている理由を解き明した。お兄ちゃんは基本として、このコーナーからエンディングまで出演。
- 「オヤジ向上委員会」（月曜16時台、第2期開始 - 2017年9月25日）
  - 出演時点で30代の前田が進行を担当。40代の上泉・50代の金村に向けて、実際の年齢より若々しく見られたり、前田以下の世代の女性に好感を持たれ（または敬遠され）たりする行動・言動や、体力・スタミナの増進に役立つ習慣・飲食物などの情報を紹介していた。ただし実際には、金村が自身（または同年代以上の知人）の私生活における豪快なエピソードを披露することで、コーナーの大半を費やすことが多かった。前田の番組卒業・毎日放送退社を機に終了。
  - 前田の夏季休暇中だった2015年9月14日放送分では、同年に毎日放送へ入社した後輩アナウンサーの玉巻・藤林が進行を担当[155]。玉巻・藤林とも、2016年4月以降の放送では、「知ってええなぁ!ちなみNEWS」の進行役を週替わりで務めている。藤林は2017年4月10日放送分[156] でも、休暇中の前田に代わって、単独で当コーナーを進行した。
- 「ビリギャル先生が教える学問のオススメ」（火曜17時台、第2期開始 - 2018年9月25日）
  - 坪田が「坪田塾」で導入している入塾テストから、受験生以外の世代にも応用できる心理テストを、週替わりで上泉・お兄ちゃんに出題。2人が解答した後に、テストの背景や、テストから分かる心理・行動傾向を坪田が解説した。
  - 月に1回は、受験に関して坪田に相談したいことを受験生・保護者から募集。当コーナーで、坪田が相談の一部に答えていた。大学受験のシーズン（1月中旬 - 2月）には、数週にわたって相談に応じることがあった。受験以外にも、坪田の関心が高い分野（教育や宇宙など）に関するトークを展開することがあったが、坪田の番組卒業を機に終了。
- 「街角ええとこ調査隊!ホンマにココ行ってほしいんや〜」（金曜16時台、2017年4月7日 - 2018年9月27日）
  - かみじょうによる事前取材企画。当番組からリスナーにお勧めしたい飲食店をかみじょうが取材したうえで、その店舗の看板メニューをスタジオで上泉や週替わりパートナーと試食しながら、取材の模様を報告する。かみじょうは基本として、このコーナーからエンディングまで出演したが、自身の番組卒業を機にコーナーも終了。
- 「お父さんのためのトレンディ講座」（月曜16時台、2017年10月2日 - 2019年3月25日）
  - 藤林が月曜日のレギュラー出演を開始した2017年10月2日から放送。20代の藤林が、40代の上泉・50代の金村などの「お父さん世代」に向けて、10代から80代までの間に流行している現象・サービス・グッズ・ブランドや話題の人物を、複数のキーワードから世代別に紹介する。コーナータイトルは、かつてMBSテレビでも放送していた『ブロードキャスター』（TBSテレビ制作）内の「お父さんのためのワイドショー講座」（山瀬まみが進行していた名物コーナー）にちなむ。
  - 2017年11月6日放送分には、上泉と親交の深い森たけし（読売テレビ『朝生ワイド す・またん!』メインキャスター）が、「森ちゃんのラーメンフェスタ」（同番組で月に1回放送中の企画から派生したイベント）のPRを兼ねてゲストで出演した。森のゲスト出演は通算で3回目だが、平日夕方への放送枠移動後は初めて。また、『す・またん!』のカメラクルーが森に同行していたため、翌7日の同番組では森の出演シーンが放送された。
  - 2018年4月より、藤林がカラオケで披露した歌[157] を、コーナーの開始前に放送。新たな名物と化していたが、2019年3月25日放送分でコーナーを終了した。後継コーナーの「ニッポン全国留守電大賞」（後述）でも、初回は藤林が歌うジングルを引き続き流したが、2回目以降は留守番電話番号の告知ジングル（前述）に差し替えている。
- 「みんなのCMゴーゴゴー!」（詳細前述、2018年7月9日 - 8月3日、17時の時報明けから日替わり企画の間に放送）
- 「（プリマ旦那→）令和喜多みな実河野のMBSラジオ普及委員会」（金曜16時台、2018年10月5日 - 2019年9月27日）
  - 河野のレギュラー出演期間中にのみ放送。河野が毎週さまざまな街へ出向いたうえで、（当番組を含む）MBSラジオの番組を宣伝した模様を紹介した。リスナーからも、「河野を自分の住む街へぜひ呼んでみたい」というリクエストを受け付けていた。
- 「ニッポン全国留守電大賞」（月曜16時台、2019年4月1日 - 2020年3月30日）
  - 第1期の「うわちゃん聞いて!留守電ええなぁ」のリバイバル企画で、から放送を開始。第1期では運用を開始していなかったradiko.jpプレミアムのエリアフリー聴取サービスを通じて、日本全国で当番組を聴取できることを踏まえた企画で、エリアフリー経由のリスナーには「特派員」として地元ならではの情報を求めていた。
  - 前身コーナーの「お父さんのためのトレンディ講座」を進行していた藤林は、2019年度プロ野球シーズンの月曜日に、「 - ちなみNEWS」を終えてから、16:20頃から10分間『ミント!』で「ぶち破れ! 私　藤林虎子になります」（阪神関連の取材・情報コーナー）を担当。このような事情から、プロ野球シーズン中は、基本として上泉と金村のみで当コーナーを進行していた。ただし、重大ニュース・異常気象の発生によって「藤林虎子」の時間帯を後述の「週刊カネスポ」終了後（17:30頃以降）まで遅らせるか、「藤林虎子」自体を休止することが急遽決まった場合には、藤林も当コーナーに参加。プロ野球のオフシーズンには、「藤林虎子」をレギュラーで放送しないことから、当コーナーに毎週出演していた。
  - エンディングでは、藤林の参加の有無にかかわらず、藤林の声による告知ジングルを流していた。このジングルでは、前身コーナー「お父さんのためのトレンディ講座」の流れを汲む格好で、藤林が留守番電話の番号にメロディーを付けて歌っている。ただし、このジングルをある男性リスナーが歌った音声が留守番電話に吹き込まれたことをきっかけに、その音声を組み込んだバージョンを流すことがあった。
- 「ええなぁ! 子供ギモン相談室」（火曜16時台、2017年7月4日 - 2020年3月31日）
  - 小学生程度の子どもを持つリスナーから当番組に寄せられた子どもならではの疑問（ジャンケンの手の出し方など）をお兄ちゃんが数本紹介。坪田 → 村瀬による正確な解説を交えながら、子どもにもよく分かるような解決策を導き出していた。お兄ちゃんは基本として、このコーナーからエンディングまで登場。
- 「ええなぁ!カラダ相談室」（水曜16時台、2019年5月8日 - 2020年3月）
  - 「魔が差しましたね? あなた」の後（『お天気のお知らせ』と『ドライバーズ・リクエスト』の間）に放送。中高年のリスナーにとって気になる疾病を月替わりのテーマに設定したうえで、その疾病の治療実績が豊富な関西地方の医師を「マンスリーゲスト」に迎えながら、背景、治療法、予防法を訊き出していた。リスナーからも、医師への質問を受け付けていた。
  - 「マンスリーゲスト」が生放送に登場する場合には上泉と奥野、「マンスリーゲスト」の都合などでコーナー全編を事前に収録する場合には上泉が単独で聞き手を務めた。
- 「村瀬哲史の“今日はこれだけ覚えて帰ってください”」（火曜17時台、2018年10月2日 - 2020年3月31日）
  - 「受験生が最も受けたい地理講師」という異名を持つ村瀬のパートナー起用を機に開始。村瀬の専門分野である地理の知識をベースに、放送直近のニュースや最近の話題から、覚えておくとつい他人に話したくなりそうな豆知識を紹介した。放送上は、上泉がタイトルコールを担当する関係で、コーナータイトルを「村瀬先生の“今日はこれだけ覚えて帰ってください”」と称している。ただし実際には、食に関する話題に終始することが多かった。
- 「誰が興味あんねん? ランキントーク」（水曜17時台、2019年11月13日 - 2020年3月25日）
  - 第2期の開始から（中断期間を挟んで）長らく放送されてきた「ビバ!ええなぁ遺産☆」シリーズの後継企画。放送日の直近に公表された多種多様なランキングから、ヤナギブソンが「誰が興味あんねん?」（自身のノリツッコミ芸で用いる決め台詞）という視点で選んだランキングの上位5項目を紹介しながら、その結果をテーマに上泉・奥野と「ランキントーク」（クロストーク）を展開していた。
- 「今週のしゃべりたいんやトピックス!」(2016年10月6日 - 2020年3月26日）
  - 放送週の主なニュースから、谷口・濱家→上泉・奥田または石田・奥田が生放送で喋りたいトピックスを選んだうえで、歯に衣着せぬトークを展開する。石田が水曜日のパートナーへ異動した2020年4月改編以降も、「ええなぁかわら版」として継承。
- 金曜日の17時台には、パートナーの関心やキャラクターに沿った特集企画を、週替わりで放送していた。
  - 2017年7月21日から12月22日までは、他曜日と同じく「今日のニュースのまとめ」（毎日放送の自社制作によるストレートニュース）で構成していた『ネットワークTODAY』を、「今日の注目ニュース」として刷新。放送当日のニュースから注目度が特に高い1件のトピックスをテーマに、毎日放送ラジオ報道部のデスクが、上泉や週替わりパートナーを相手に解説する構成に変えていた。このため、金曜日には基本として、16時台の『MBSニュース』でのみストレートニュースを放送していた。なお、2018年の初回放送（1月5日）からは、『ネットワークTODAY』を「今日のニュースのまとめ」に戻している。

### 月1回放送の対談企画「月刊うわトーク」
- 上泉自身が「じっくり話したい」と思うゲストを相手にトークを展開する企画。第1期時代の2011年7月20日から、当時水曜日の11時台に放送していた週替わり特集枠で、「ええなぁ!プレミアムトーク THE対談」として放送を開始した。2012年4月から6月まで中断していたが、同年7月から放送を再開。2014年4月の改編で週替わり特集枠が金曜日へ移動したことを機に、同年6月6日からは「月刊うわトーク」として放送している。
  - 「ええなぁ!プレミアムトーク THE対談」は、基本として事前に収録。当番組第1期の公式サイトでは、月1回ペースの不定期更新ながら、対談とスタジオトークの音源を公開していた。
  - 「月刊うわトーク」では、旬の話題やニュースの背景など、月替わりのテーマを設定。基本として生放送で、テーマに見合った専門家をゲストに迎える。金曜日に放送されていた第1期には、大吉が進行役を務めるとともに、上泉を初めとする他の出演者とゲストによる質疑応答をはさんでいた。第2期では、上泉の進行で、主に16時台後半の日替わり特集枠で生放送。公式サイトでは、バックナンバー のページでスタジオの画像と対談の概要を公開している。
  - 冨坂や品田など、当企画への出演をきっかけに、「知ってええなぁ!ちなみNEWS」やスタジオゲストで登場する著名人・有識者も少なくない。2016年5月放送分からは、第1期で東日本大震災の発生直前まで「記念日ええなぁ」（後述）のスポンサーに付いていた関西電力が、当企画の単独スポンサーとして復帰している。
  - 第2期と第3期でも継続。第4期では、2022年1月31日・3月18日・3月25日・8月26日（いずれも金曜日）に放送していた。

## テーマソング
- ワライナキ「Color」（番組開始 - 2013年2月19日）
  - 当番組の開始に合わせて、ジングルとともに書き下ろした楽曲。放送開始後（2009年7月5日）にリリースのミニアルバム「Harmonying」にも収録されている[158]。また、ワライナキがゲストで出演した2011年3月7日（月曜日）の放送からは、同年4月リリースの新曲「きみだけの物語」を、2週間限定でエンディングに流していた。
- スムルース「アイとアイ」（2013年2月20日 - 2021年9月30日、第2・3期でも使用）
  - 当番組の放送1000回到達（2013年2月20日）と、スムルースの結成15周年を記念して書き下ろした楽曲。同年3月6日リリースの結成15周年記念ベストアルバム「スムルースSUPER BEST 2004 - 2013」にも収録されている[159]。
  - MBSラジオが本放送65周年を迎えた2015年9月からは、つんく♂の作詞・作曲による「Thank you! Happy today!〜MBSラジオのうた〜」（上泉と松井愛がリードボーカルを務めたMBSラジオ65周年記念ステーションソング）を、エンディングに流していた。
- インストゥルメンタル曲（2021年10月4日 - ）
  - 「アイとアイ」やジャクソン5「帰ってほしいの」に似ている。

## 特別番組・企画

### 公開生放送
- 『ごめんやす馬場章夫です』から続く企画として、2009年から2014年まで、毎年10月の最終金曜日に国華園和泉本店→二色の浜店の「日本菊花全国大会」会場から公開生放送を実施。「アカペラおのど自慢」では、放送前日までの応募者から選ばれたリスナーが、会場でBGM抜きの歌を披露していた。
  - 2009年には、10月30日に同店で番組初の公開生放送を実施。当番組から上泉・松井・健・世界のナベアツ（当時）・井上が出演した。なお、2010年10月29日には上泉・松井・ナベアツ・井上、2011年11月11日には上泉・松井・香西・彩羽の出演で公開生放送をそれぞれ実施した。
  - 2012年にも、上泉・大吉・香西・彩羽の出演で11月30日に国華園で公開生放送。主な放送内容は変わらないものの、会場を和泉本店から二色の浜店に変更した。2013年は11月22日、2014年は11月14日に同じ会場・出演者で公開生放送を実施した。
  - 放送枠を平日の夕方に移動した2015年以降は、第1期の放送枠を引き継いだ『松井愛のすこ〜し愛して♥』ではなく、日曜ランチタイムの生ワイド番組（『今日は日曜♪野村啓司のラジオなひととき』→『サンデーライブ ゴエでSHOW!』）が和泉本店（2021年以降は二色の浜店）を舞台に公開生放送企画を継承[160]。いずれの回も浜村淳をゲストに迎えている。
  - 2017年には、10月29日（日曜日）に予定されていた『サンデーライブ ゴエでSHOW!』の公開生放送が平成29年台風第21号の接近で中止になったことを受けて、11月14日（火曜日）に和泉本店で当番組の公開生放送を急遽実施。平日夕方での放送枠移動後初めての公開生放送で、上泉・坪田・ビタミンSお兄ちゃんのレギュラー陣に加えて、『ゴエでSHOW!』に出演する予定だった浜村もゲストで登場した。当日は、「ちなみNEWS」に代わって「浜村淳Presents 豪華賞品争奪 花のクイズ大会」を会場で実施したため、「ちなみNEWS」担当の上田悦子が毎日放送本社のラジオスタジオで進行。通常は17:00で閉店する和泉本店の営業時間を18:00まで延長したため、「上泉雄一 今日のウワ言」も坪田・お兄ちゃんを交えて会場からの生中継形式で放送した。
- 2011年5月3日には、『WE LOVE KYOTO』（前述）の特別編として、大覚寺の境内から全編公開生放送を実施。通常は一般に公開されていない庭湖館からの放送のため、リスナーから抽選で20名を招待という特別編成で放送した。
- 2011年10月10日には、「ちゃやまちハッピーアワー祭〜はじめまし展 2011年秋〜」の一環で、同局本社1階の特設ステージから公開生放送。当番組から上泉・たむら・古川・お兄ちゃんが出演している。また、本番中に『ごぶごぶ』の出演者が登場した。
- 2012年8月10日には、桂三度の地元・滋賀県にあるビバシティ彦根から、「グリコカロリーコントロールアイスPresents 上泉雄一のええなぁ!公開生放送inビバシティ彦根」を実施。上泉・三度・大吉・彩羽のレギュラー陣に加えて、同県在住のファミリーレストランがゲストで出演した。2013年8月9日にも、上泉・クワオハ・大吉・彩羽の出演で、アル・プラザつかしんから「グリコカロリーコントロールアイスPresents 上泉雄一のええなぁ!公開生放送inアル・プラザつかしん」を放送している。
- 2014年4月4日には、当番組のスタジオがある毎日放送本社屋の新館（通称「B館」）が、MBSテレビのチャンネルID（4）とMBSラジオの周波数（1179）に合わせて11時7分9秒から本格的に運用を開始した。当番組では、運用開始の時間帯が当時（第1期）の放送枠と重なることから、B館の運用開始を記念した特別番組『MBSグランドオープンスペシャル　上泉雄一のええなぁ!公開生放送』を編成[161]。上泉・松井愛による進行の下で、M館1階の「ちゃやまちプラザ Live Space」から公開生放送を実施した。金曜日の週替わりパートナーからはガダルカナル・タカ、MBSラジオの他番組からは浜村・近藤が出演。さらに、嘉門とあげぽよガールズをゲストに迎えた[162]。
  - オープニングでは、毎日放送の歴史にちなんだ音源に、上泉のナレーションを添えた特別な音源を放送した。また、放送中の11時5分から11時7分9秒にかけて、出演者と参加者によるカウントダウンを実施。なお、カウントダウンの後には、嘉門によるスペシャルライブ[162] や「カラオケおのど自慢レジェンド プレミアムステージ」を開催している。
- 2019年4月30日には、番組開始10周年を記念した公開生放送「10thアニバーサリー! 感謝を歌おう公開なま〜!」を実施した（前述）。

### リスナーとの交歓企画
- 2012年12月26日の放送終了後には、当番組のリスナーとの交歓企画として、上泉とあいはらによる「吉本百年物語 日本全国、テレビで遊ぼ」の観劇ツアーを開催。当番組では初めての試みで、公演には上泉が近藤夏子の相手役としてコーナーゲストで出演した[163]。

### 『MBSベースボールパーク』との合同特別番組
第2期に移行後の2016年からは、『MBSベースボールパーク』シリーズの前座コーナーを通年で内包することを背景に、同番組とのコラボレーションによる特別番組を随時放送している。
- 2016年のプロ野球開幕直前（3月20日・日曜日）には、『MBSベースボールパーク　みんなでホームイン!』との合同企画として、「ちゃやまちプラザ Live Space」で『上泉雄一のええなぁ! プロ野球開幕スペシャル with Tigers』を公開収録。当日の『MBSサンデースペシャル』（20:00 - 21:00）枠で、ダイジェストを放送した。当番組からは上泉・金村、『みんなでホームイン!』からは市川・井上雅雄・山田スタジアムが出演。ゲストに松村邦洋を迎えた。
- 2016年6月19日（父の日・日曜日）には、『MBSベースボールパーク番外編』（プロ野球シーズン中でプロ野球のナイトゲームが最初から組まれていない日に放送する特別番組）内の合同企画として、『ええなぁ!ベースボールパーク　おっちゃんだらけのプロ野球サミット』を17:59 - 21:00に生放送。当番組から上泉・金村・かみじょう、『みんなでホームイン!』から井上雅雄が出演するとともに、ゲストに松村とちゃらんぽらん冨好を迎えた。スタジオへの出演者は男性だけだったが、放送中には、両番組の女性レギュラー陣（豊永・市川・前田）による事前収録のジングルやコメントも順次流した。
- 2016年7月18日（海の日・月曜日）には、『MBSベースボールパーク』で放送する阪神対読売ジャイアンツ（巨人）のナイトゲーム（甲子園球場）関西ローカル向け中継に金村が解説、上泉がゲストとして出演することから、当番組を同球場放送席と毎日放送本社ラジオスタジオとの二元中継形式で放送。同球場から上泉と金村、スタジオから市川が出演した。なお、前田が休演したことから、「知ってええなぁ!ちなみNEWS」では上泉・金村がプロ野球関連の話題を紹介。本来は前田が進行する「オヤジ向上委員会」を、市川・金村のクロストークによる「2016年プロ野球前半戦　神ってる? ダメってる?大賞」に差し替えたほか、「週刊カネスポ」にはスポーツアナウンサーの近藤亨（当該中継で阪神側のベンチリポートを担当）も出演した。
- 2016年9月19日（敬老の日・月曜日）には、『MBSベースボールパーク』として放送された阪神対巨人のデーゲーム（甲子園球場）関西ローカル向け中継に金村が解説、上泉がゲストとして出演。中継終了後の16:55から、実況担当の井上雅雄を交えながら、同球場の放送席から「週刊カネスポ」を中心に放送した。毎日放送本社のラジオスタジオでは、当日の午後にラジオで『MBSニュース』を担当した前田に代わって、市川がコーナー紹介のアナウンスを担当した。

### 特別番組
- 2011年1月10日には、当番組の放送枠を10:30 - 12:00に短縮したうえで、12:00 - 13:00に企画ネット形式の特別番組『McDonald's Big America2 Presents 大きなMの字の下で』を放送。当番組に続いて上泉とたむらが出演したほか、ビタミンSお兄ちゃんがマクドナルド店内からの中継リポートを担当した。

- 第1期時代の2014年からは、ガタルカナル・タカの冠企画として、若手のお笑い芸人や漫才コンビを対象に「ガタルカナル杯」と称する演芸コンテストを随時実施。優勝した芸人やコンビに賞金を進呈する。第1回（同年12月26日）と第2回（2015年3月31日）は金曜日の特別企画として放送されたが、第3回（2016年2月21日＝日曜日）からは本編を放送しない日（土曜日または日曜日）に『上泉雄一のええなぁ!プレゼンツ 第○回ガタルカナル杯』（○内は回数を示す漢数字）という特別番組として編成されている。過去の出演者・コンビと優勝（◎）は以下の通り。
  - 第1回（2014年12月26日）：イブンカ◎、こずまとり、山本あきこ、マッスルブラザーズ、ガオ〜ちゃん
  - 第2回（2015年3月31日）：デルマパンゲ◎、インディアンス、小森園ひろし、バターぬりえ、蛙亭
  - 第3回（2016年2月21日：日曜日20:00 - 21:00＝進行：大吉洋平）：マルセイユ◎、ガンバレルーヤ（「上ちゃん賞」として精米と味噌を贈呈）、大自然、てんしとあくま、モンスーン、ゲラゲラ星人
  - 第4回（2019年9月7日：土曜日20:00 - 21:00＝進行：玉巻映美）：カベポスター、ジュリエッタ、モンスーン、キンニクキンギョ◎、天才ピアニスト、キャツミ
    - MBSラジオのYouTube公式チャンネルでは、開催中のスタジオを撮影した動画を、放送と同時に配信。放送後も、アーカイブ動画として配信を続けている。
- 第2期移行後の2016年には、アインシュタイン・デルマパンゲ・セルライトスパ・ヒガシ逢ウサカの4組が9月末で木曜日のコーナーレギュラーを卒業したことから、10月16日（日曜日）の深夜25:00 - 28:48（翌17日の1:00 - 4:48）に卒業記念の特別番組『アインシュタイン デルマパンゲ セルライトスパ ヒガシ逢ウサカ 俺たちだけで朝までええなぁ!』を生放送。4組から上泉への生電話企画などを実施した。
- 2016年12月18日（日曜日）の深夜27:00 - 28:00（翌19日の3:00 - 4:00）には、「知ってええなぁ!ちなみNEWS」を発展させた特別番組『ええなぁ!番外編　上泉雄一のそうなん?〜山中真大統領選挙取材記〜』を、事前収録形式で放送。当番組から上泉と坪田[164] が出演するとともに、上泉の後輩アナウンサーである山中が「リアル世界くん」（『ちちんぷいぷい』の海外取材企画）で取材を担当した2016年アメリカ合衆国大統領選挙について、同番組で伝え切れなかった取材の秘話や選挙運動の実情などを紹介した。
- 第3期時代（2018年以降）で正月三が日（1月1日 - 3日）が平日と重なる場合には、レギュラー放送を休止。その一方で、前年末に収録した『上泉雄一のええなぁ! ザ・ワールド』（レギュラー版へ随時出演する専門家・有識者などが上泉を相手に向こう1年の展望や予測を語る特別番組）を1月3日の午後に編成していた。
- 2019年12月17日の2:30 - 4:30には、「MBSラジオ ドリームウィーク」の最終番組として『上泉雄一のええなぁ!プレゼンツ　嫌な用事夜話』という特別番組を放送。同年9月までの金曜版で桂三度出演週の17時台に放送していた「嫌な用事トークショー」（既婚リスナーから寄せられた夜の夫婦生活に関する相談に答えていた企画）を一夜限りで復活させた番組で、2018年10月以降の同企画で相談を受けていた上泉、三度、河野が再び勢揃いした。
- 第4期移行後の2022年には、『上泉雄一のええなぁ! 専門家大集合スペシャル!世界と日本ココがヤバいぞ大賞』（MBSラジオYouTube公式チャンネルからのスタジオ動画配信と連動した事前収録の特別番組）を、3月21日（月曜日・春分の日）の本番前（3:10 - 4:10）に放送。『上泉雄一のええなぁ! ザ・ワールド』と同様の趣旨で、第4期のコメンテーターである高橋洋一・上念・石田英司・須田が「専門家」として揃って出演した。
- 2023年には事前収録の『上泉雄一のええなぁ!年始SP』として、1月2日（月曜日）に『世界の専門家に2023年の展望を聞いてみた』、1月3日（火曜日）に『男しゃべりなお正月 関西フリーアナウンサー大集合』を6:00 - 公称8:00[165]に放送。
- 2024年も前年同様の事前収録年始特番を、今回は1月1日（月曜日）より5:50 - 公称8:00[166]に放送（1日『男しゃべりなお正月 フリーアナウンサー大集合SP』、2日『専門家に世界の2024年について聞いてみたSP』、3日『お正月もええなぁ☆スポーツアナ大集合! アツかった2023、さらにアツい2024を語ろう!!』）。
- 2024年年末から2025年年始にかけては、以下の事前収録特番を12月30日（月曜日）より5:50 - 公称8:00[166]に放送。
  - 12月30日『2024年総決算! フォンまにフォンまですのん?大賞』
  - 12月31日『世界の専門家に2025年の展望を聞いてみた』
  - 1月1日『元旦からスポーツええなぁ』
  - 1月2日『まだまだ知りたい! 専門家に2025年の展望を聞いてみた』
  - 1月3日『帰ってきた昭和VS平成・令和 2025年歌始めスペシャル』

## 書籍
- 『上泉雄一のええなあBOOK〜人生100年時代の受験と勉強〜』（西日本出版社、2018年6月18日初版刊行、ISBN 978-4908443275）
  - 上泉と坪田による前述の対談、上泉の書き下ろしによる「ええなぁ事件簿」（放送開始から10年間のエピソード集）、リスナーからの投稿による「リスナーのちょっとええなぁ」で構成。その関係で、著者を「上泉雄一・坪田信貴・毎日放送ラジオリスナー」と表記している。